# Stal Sanok w Pucharze Polski w piłce nożnej

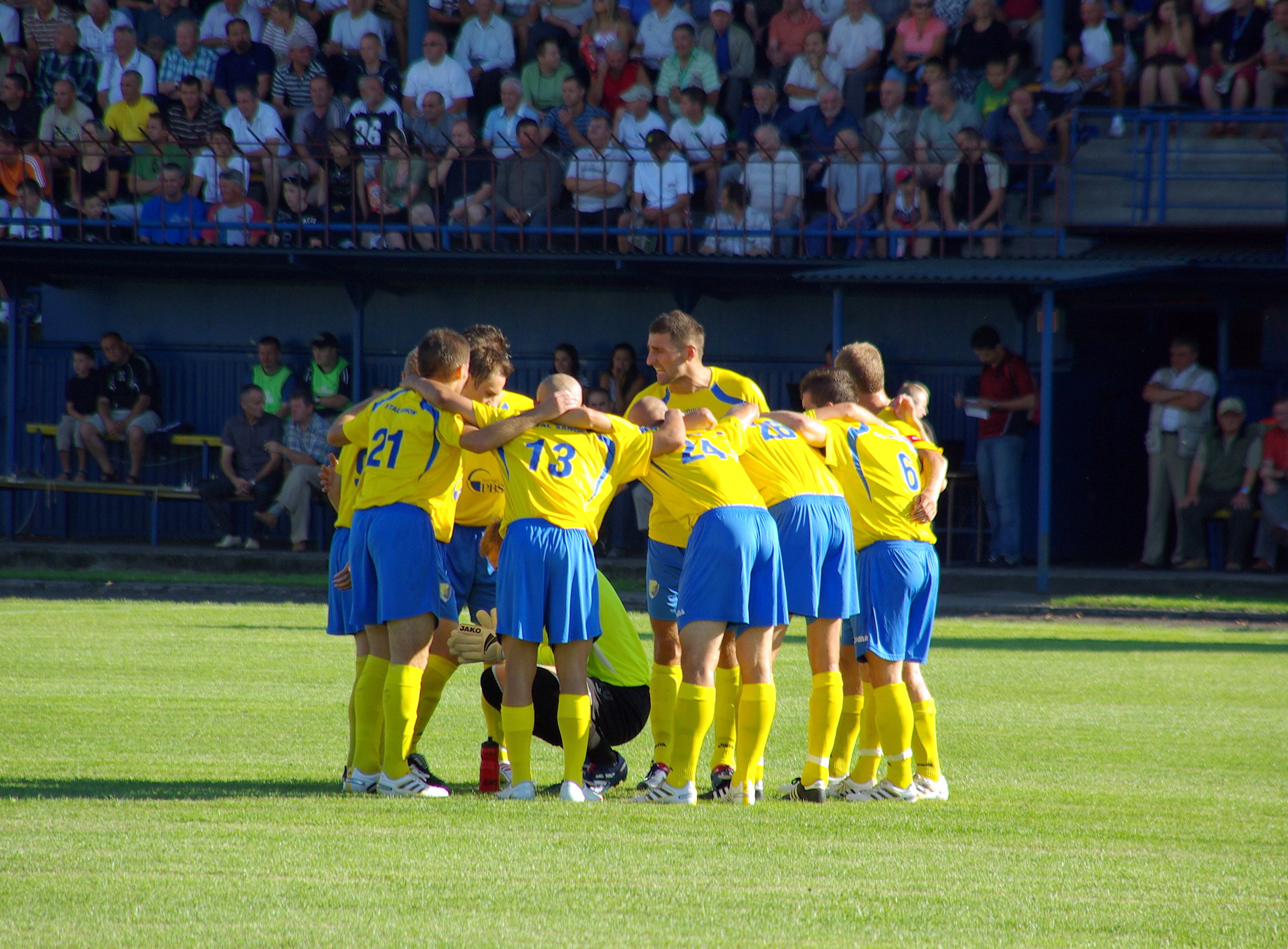
Drużyna Stali Sanok w 2010

Stal Sanok w rozgrywkach Pucharu Polski w piłce nożnej.

## Lata 1950–1973
| Edycja    | Szczebel                                                                                 | Runda                                                                                    | Data                                                                                     | Rezultat                                                                                 | Gole, kartki, uwagi                                                                      |                                                                                          |
| --------- | ---------------------------------------------------------------------------------------- | ---------------------------------------------------------------------------------------- | ---------------------------------------------------------------------------------------- | ---------------------------------------------------------------------------------------- | ---------------------------------------------------------------------------------------- | ---------------------------------------------------------------------------------------- |
| 1950/1951 | Brak źródeł o udziale Stali Sanok, która nie zwyciężyła w powiecie sanockim              | Brak źródeł o udziale Stali Sanok, która nie zwyciężyła w powiecie sanockim              | Brak źródeł o udziale Stali Sanok, która nie zwyciężyła w powiecie sanockim              | Brak źródeł o udziale Stali Sanok, która nie zwyciężyła w powiecie sanockim              | Brak źródeł o udziale Stali Sanok, która nie zwyciężyła w powiecie sanockim              | Brak źródeł o udziale Stali Sanok, która nie zwyciężyła w powiecie sanockim              |
| 1952      | Okręgowy                                                                                 | ?                                                                                        | ??.??.1952                                                                               | ? - Stal Sanok                                                                           | Stal zdobyła mistrzostwo powiatu                                                         |                                                                                          |
| 1952      | Okręgowy                                                                                 | ?                                                                                        | 07.IX.1952                                                                               | Gwardia Baligród – Stal Sanok                                                            | Rozgrywka międzypowiatowa                                                                |                                                                                          |
| 1952      | Okręgowy                                                                                 | ?                                                                                        | 25.IX.1952                                                                               | Stal Sanok – Spójnia Jasło                                                               | Rozgrywka powiatowa                                                                      |                                                                                          |
| 1953/1954 | Okręgowy                                                                                 | ?                                                                                        | ??.IX.1953                                                                               | Włókniarz Rymanów – Stal Sanok 2:1                                                       |                                                                                          |                                                                                          |
| 1954/1955 | Brak źródeł o udziale Stali Sanok, która nie zwyciężyła w powiecie sanockim              | Brak źródeł o udziale Stali Sanok, która nie zwyciężyła w powiecie sanockim              | Brak źródeł o udziale Stali Sanok, która nie zwyciężyła w powiecie sanockim              | Brak źródeł o udziale Stali Sanok, która nie zwyciężyła w powiecie sanockim              | Brak źródeł o udziale Stali Sanok, która nie zwyciężyła w powiecie sanockim              | Brak źródeł o udziale Stali Sanok, która nie zwyciężyła w powiecie sanockim              |
| 1955/1956 | Brak źródeł o udziale Stali Sanok, która nie dotarła do etapu wojewódzkiego              | Brak źródeł o udziale Stali Sanok, która nie dotarła do etapu wojewódzkiego              | Brak źródeł o udziale Stali Sanok, która nie dotarła do etapu wojewódzkiego              | Brak źródeł o udziale Stali Sanok, która nie dotarła do etapu wojewódzkiego              | Brak źródeł o udziale Stali Sanok, która nie dotarła do etapu wojewódzkiego              | Brak źródeł o udziale Stali Sanok, która nie dotarła do etapu wojewódzkiego              |
| 1956/1957 | Okręgowy                                                                                 | ?                                                                                        | VI.1956                                                                                  | Stal Ib Sanok – LZS Mrzygłód 2:1                                                         |                                                                                          |                                                                                          |
| 1956/1957 | Okręgowy                                                                                 | Brak źródeł o udziale pierwszej drużyny Stali Sanok, która nie dotarła do 1/4 finału     |                                                                                          |                                                                                          |                                                                                          |                                                                                          |
| 1961/1962 | Okręgowy                                                                                 | 1/16                                                                                     | 08.X.1961                                                                                | Stal Sanok – Start Rymanów 3:0 (w.)                                                      |                                                                                          |                                                                                          |
| 1961/1962 | Okręgowy                                                                                 | 1/8                                                                                      | 19.X.1961                                                                                | Gryf Mielec – Stal Sanok 2:1 (0:1)                                                       |                                                                                          |                                                                                          |
| 1962/1963 | Okręgowy                                                                                 | ?                                                                                        | 26.VIII.1962                                                                             | Stal Sanok (juniorzy) – Krosno II 0:4 (0:2)                                              |                                                                                          |                                                                                          |
| 1962/1963 | Okręgowy                                                                                 | ?                                                                                        | 26.VIII.1962                                                                             | Stal Sanok – Start Rymanów 3:2 (1:1)                                                     |                                                                                          |                                                                                          |
| 1962/1963 | Okręgowy                                                                                 | 1/12                                                                                     | 09.IX.1962                                                                               | Stal Sanok – Krosno II 3:0 (0:0)                                                         |                                                                                          |                                                                                          |
| 1962/1963 | Okręgowy                                                                                 | 1/6                                                                                      | 30.IX.1962                                                                               | Czarni Jasło – Stal Sanok 3:1 (1:1)                                                      | Nazgowicz 2, Gogosz / Fus                                                                |                                                                                          |
| 1963/1964 | Okręgowy                                                                                 | I                                                                                        | VII.1963                                                                                 | Stal Ib Sanok – Start Rymanów 4:8                                                        |                                                                                          |                                                                                          |
| 1963/1964 | Okręgowy                                                                                 | 1/12                                                                                     | 20.VII.1963                                                                              | Stal Sanok – Czarni Jasło 5:0                                                            |                                                                                          |                                                                                          |
| 1963/1964 | Okręgowy                                                                                 | 1/6                                                                                      | 28.VII.1963                                                                              | Gryf Mielec – Stal Sanok 2:1 (1:0)                                                       |                                                                                          |                                                                                          |
| 1964/1965 | Okręgowy                                                                                 | I (1/16)                                                                                 | 19.VII.1964                                                                              | LZS Frysztak – Stal Sanok 1:8                                                            |                                                                                          |                                                                                          |
| 1964/1965 | Okręgowy                                                                                 | II (1/8)                                                                                 | 22.VII.1964                                                                              | Stal Sanok – Start Rymanów 5:5, d. 8:5                                                   |                                                                                          |                                                                                          |
| 1964/1965 | Okręgowy                                                                                 | III (elim.)                                                                              | 01/02.VIII.1964                                                                          | Stal Sanok – Nafta Jedlicze 2:1 (1:0)                                                    |                                                                                          |                                                                                          |
| 1964/1965 | Okręgowy                                                                                 | IV (1/4)                                                                                 | 12/13.VIII.1964                                                                          | Karpaty Krosno – Stal Sanok 3:0                                                          |                                                                                          |                                                                                          |
| 1965/1966 | Okręgowy                                                                                 | I (1/16)                                                                                 | 15.VII.1965                                                                              | Stal Sanok – Karpaty Krosno 0:5 (0:3)                                                    | An. Matelowski (dwa), Zawilański (dwa), Jucha                                            |                                                                                          |
| 1966/1967 | Okręgowy                                                                                 | I (1/8)                                                                                  | 17.VII.1966                                                                              | Stal Sanok – Karpaty Krosno 0:2                                                          |                                                                                          |                                                                                          |
| 1967/1968 | Okręgowy                                                                                 | 1/8                                                                                      | 30.VII.1967                                                                              | Stal Sanok – Czarni Jasło 1:3 (0:1)                                                      |                                                                                          |                                                                                          |
| 1968/1969 | Okręgowy                                                                                 | I (1/16)                                                                                 | 01.V.1968                                                                                | Start Rymanów – Stal Sanok 3:3 d. (2:0), k. 1:5                                          |                                                                                          |                                                                                          |
| 1968/1969 | Okręgowy                                                                                 | II (1/8)                                                                                 | 12.V.1968                                                                                | Bieszczady Ustrzyki Dolne – Stal Sanok 5:2 (1:1)                                         |                                                                                          |                                                                                          |
| 1969/1970 | Okręgowy                                                                                 | I (1/16)                                                                                 | 01.V.1969                                                                                | Izolator Boguchwała – Stal Sanok 0:0 k. 2:4                                              |                                                                                          |                                                                                          |
| 1969/1970 | Okręgowy                                                                                 | II (1/8)                                                                                 | 31.V.1969                                                                                | Górnik Gorlice – Stal Sanok 0:1 d. (0:0, 0:0)                                            | Władysław Lągawa 100'                                                                    |                                                                                          |
| 1969/1970 | Okręgowy                                                                                 | III (1/4)                                                                                | 02.VII.1969                                                                              | Stal Sanok – Resovia 0:4 (0:1)                                                           |                                                                                          |                                                                                          |
| 1970/1971 | Okręgowy                                                                                 | I (1/16)                                                                                 | 22.III.1970                                                                              | Polna Przemyśl – Stal Sanok 3:2 d. (2:1, 2:2)                                            |                                                                                          |                                                                                          |
| 1971/1972 | Okręgowy                                                                                 | I                                                                                        | 12.VIII.1970                                                                             | Walter II Rzeszów – Stal II Sanok 1:4                                                    |                                                                                          |                                                                                          |
| 1971/1972 | Okręgowy                                                                                 | I                                                                                        | 19.VIII.1970                                                                             | Stal II Sanok – Walter II Rzeszów 4:2                                                    |                                                                                          |                                                                                          |
| 1971/1972 | Okręgowy                                                                                 | II (1/8)                                                                                 | 14.III.1971                                                                              | Stal Sanok – Polonia Przemyśl 2:1 (0:0)                                                  |                                                                                          |                                                                                          |
| 1971/1972 | Okręgowy                                                                                 | II (1/8)                                                                                 | 21.III.1971                                                                              | Polonia Przemyśl – Stal Sanok 2:3 (1:1)                                                  |                                                                                          |                                                                                          |
| 1971/1972 | Okręgowy                                                                                 | III (1/4)                                                                                | 14.IV.1971                                                                               | Wisłoka Dębica – Stal Sanok 1:0 (0:0)                                                    | A. Adamowicz 88'                                                                         |                                                                                          |
| 1971/1972 | Okręgowy                                                                                 | III (1/4)                                                                                | 28.IV.1971                                                                               | Stal Sanok – Wisłoka Dębica (-:-)                                                        |                                                                                          |                                                                                          |
| 1972/1973 | Brak źródeł o udziale Stali Sanok, która nie dotarła do 1/4 finału na szczeblu okręgowym | Brak źródeł o udziale Stali Sanok, która nie dotarła do 1/4 finału na szczeblu okręgowym | Brak źródeł o udziale Stali Sanok, która nie dotarła do 1/4 finału na szczeblu okręgowym | Brak źródeł o udziale Stali Sanok, która nie dotarła do 1/4 finału na szczeblu okręgowym | Brak źródeł o udziale Stali Sanok, która nie dotarła do 1/4 finału na szczeblu okręgowym | Brak źródeł o udziale Stali Sanok, która nie dotarła do 1/4 finału na szczeblu okręgowym |
| 1973/1974 | Okręgowy                                                                                 | II (1/8)                                                                                 | 23.VIII.1972                                                                             | Maraton Tarnowiec – Stal Sanok 0:0                                                       |                                                                                          |                                                                                          |
| 1973/1974 | Okręgowy                                                                                 | II (1/8)                                                                                 | 30/31.VIII.1972                                                                          | Stal Sanok – Maraton Tarnowiec 4:1                                                       |                                                                                          |                                                                                          |
| 1973/1974 | Okręgowy                                                                                 | III (1/4)                                                                                | 20.IX.1972                                                                               | Stal II Mielec – Stal Sanok 0:1                                                          |                                                                                          |                                                                                          |
| 1973/1974 | Okręgowy                                                                                 | III (1/4)                                                                                | 04.X.1972                                                                                | Stal Sanok – Stal II Mielec 3:2                                                          |                                                                                          |                                                                                          |
| 1973/1974 | Okręgowy                                                                                 | IV (1/2)                                                                                 | 25.IV.1973                                                                               | Stal Stalowa Wola – Stal Sanok 1:2 (1:1)                                                 | Dowbecki 22' / Pietrzkiewicz 15' (w.), Tabor 80'                                         |                                                                                          |
| 1973/1974 | Okręgowy                                                                                 | IV (1/2)                                                                                 | 01.V.1973                                                                                | Stal Sanok – Stal Stalowa Wola 2:3 d. (1:2, 2:2)                                         | Lisowski 40', Łękawski 120' / Hnatio 50', 80', Żelichowski                               |                                                                                          |
| 1973/1974 | Okręgowy                                                                                 | IV (1/2)                                                                                 | 16.V.1973                                                                                | Stal Sanok – Stal Stalowa Wola 1:1 (1:0)                                                 |                                                                                          |                                                                                          |
| 1973/1974 | Okręgowy                                                                                 | V (F)                                                                                    | 01.VI.1973                                                                               | Stal Sanok – Polonia Przemyśl 3:0 (2:0)                                                  | Pietrzkiewicz 12', Łękawski 45', Tabor 68'                                               |                                                                                          |
| 1973/1974 | Okręgowy                                                                                 | V (F)                                                                                    | 08.VI.1973                                                                               | Polonia Przemyśl – Stal Sanok 2:2 (1:1)                                                  | Ciasnocha, Rabski / Pietrzkiewicz (dwa)                                                  |                                                                                          |
| 1973/1974 | Centralny                                                                                | I (1/8)                                                                                  | 26.VIII.1973                                                                             | Stal Sanok – Ursus Warszawa 4:2 (2:1)                                                    | Pietrzkiewicz 18', 30', 67', Łękawski 80' / Hertel 11', Olszewski 65'                    |                                                                                          |
| 1973/1974 | Centralny                                                                                | II (1/16)                                                                                | 01.IX.1973                                                                               | Stal Sanok – Ruch Chorzów 0:4 (0:1)                                                      | Bula 37', 78', Herisz 62', Marx 80'                                                      |                                                                                          |

| 1 września 1973 | Stal Sanok | 0:4(0:1) | Ruch Chorzów Bula 37', 78', Herisz 62', Marx 80' | Stadion MOSiR „Wierchy”, Sanok Widzów: 6000 Sędzia: Trawka (Łódź) |
|                 | kartki: · Lisowski · Stal: · Sołtysik – Hajduk, Żołnierczyk, Pulnar, Pawlik – Doskowski, Łękawski, Lisowski, Tabor (od 80 min. Senuś), Pietrzkiewicz, Nowosielski (od 46 min. Kokoć). · Trener: Adam Kornecki |          | kartki: · Ostaszewski · Ruch: · Czaja, Bajger, Ostafiński, Drzewiecki, Herisz, Maszczyk, Bon, Marx, Bula, Benigier, Kopicera. · Trener: Michal Vičan |                                                                   |

Zespół Ruchu Chorzów był aktualnym wicemistrzem Polski, aktualnym liderem tabeli sezonu I ligi, w którym później zdobył mistrzostwo Polski, a finalnie 11 sierpnia 1974 zdobył Puchar Polski.
Do połowy lat 70. udział Stali Sanok na szczeblu centralnym PP był jednym z kilku przypadków awansu do tego etapu drużyny z województwa rzeszowskiego.

## Lata 1973–1993
| Edycja    | Szczebel                                                                                 | Runda                                                                                    | Data                                                                                     | Rezultat                                                                                 | Gole, kartki, uwagi                                                                      |                                                                                          |
| --------- | ---------------------------------------------------------------------------------------- | ---------------------------------------------------------------------------------------- | ---------------------------------------------------------------------------------------- | ---------------------------------------------------------------------------------------- | ---------------------------------------------------------------------------------------- | ---------------------------------------------------------------------------------------- |
| 1974/1975 | Okręgowy                                                                                 | II (1/8)                                                                                 | 04.X.1973                                                                                | Karpaty Krosno – Stal Sanok 0:1 (0:0)                                                    | Senuś (w.) 84'                                                                           |                                                                                          |
| 1974/1975 | Okręgowy                                                                                 | III (1/4)                                                                                | 11.X.1973                                                                                | Walter Rzeszów – Stal Sanok 3:1 (1:1)                                                    | Wiczkowki 10' i 60', Chlewicki 58' / Pietrzkiewicz 43'                                   |                                                                                          |
| 1975/1976 | Okręgowy                                                                                 | I                                                                                        | 04/18.IX.1974                                                                            | Bieszczady Ustrzyki Dolne – Stal Sanok 2:2, karne dla BUD                                |                                                                                          |                                                                                          |
| 1975/1976 | Okręgowy                                                                                 | I                                                                                        | 04.IX.1974                                                                               | Stal II Sanok – LZS Zarszyn 3:1                                                          |                                                                                          |                                                                                          |
| 1975/1976 | Okręgowy                                                                                 | III                                                                                      | 02.X.1974                                                                                | Stal II Sanok – Karpaty Krosno 0:1                                                       |                                                                                          |                                                                                          |
| 1976/1977 | Okręgowy                                                                                 | I                                                                                        | 27.VIII.1975                                                                             | JKS Jarosław – Stal II Sanok (awans JKS)                                                 |                                                                                          |                                                                                          |
| 1976/1977 | Okręgowy                                                                                 | II                                                                                       | 11.IX.1975                                                                               | Orzeł Rudnik – Stal Sanok 1:2                                                            |                                                                                          |                                                                                          |
| 1976/1977 | Okręgowy                                                                                 | III                                                                                      | 24.IX.1975                                                                               | Stal Sanok – Stal Stalowa Wola 0:3 (0:1)                                                 | Motwicki, Szarek, Górka                                                                  |                                                                                          |
| 1977/1978 | Brak źródeł o udziale Stali Sanok, która nie dotarła do 1/4 finału na szczeblu okręgowym | Brak źródeł o udziale Stali Sanok, która nie dotarła do 1/4 finału na szczeblu okręgowym | Brak źródeł o udziale Stali Sanok, która nie dotarła do 1/4 finału na szczeblu okręgowym | Brak źródeł o udziale Stali Sanok, która nie dotarła do 1/4 finału na szczeblu okręgowym | Brak źródeł o udziale Stali Sanok, która nie dotarła do 1/4 finału na szczeblu okręgowym | Brak źródeł o udziale Stali Sanok, która nie dotarła do 1/4 finału na szczeblu okręgowym |
| 1978/1979 | Brak źródeł o udziale Stali Sanok, która nie dotarła do I rundy na szczeblu centralnym   | Brak źródeł o udziale Stali Sanok, która nie dotarła do I rundy na szczeblu centralnym   | Brak źródeł o udziale Stali Sanok, która nie dotarła do I rundy na szczeblu centralnym   | Brak źródeł o udziale Stali Sanok, która nie dotarła do I rundy na szczeblu centralnym   | Brak źródeł o udziale Stali Sanok, która nie dotarła do I rundy na szczeblu centralnym   | Brak źródeł o udziale Stali Sanok, która nie dotarła do I rundy na szczeblu centralnym   |
| 1979/1980 | Okręgowy                                                                                 | Finał                                                                                    | 19.IV.1979                                                                               | Karpaty II Krosno – Stal Sanok 1:3 d. (0:1, 1:1)                                         | Frączek / Pietrzkiewicz (trzy)                                                           |                                                                                          |
| 1979/1980 | Centralny                                                                                | I                                                                                        | 05.VIII.1979                                                                             | Igloopol II Dębica – Stal Sanok 0:0 k. 3:4                                               | Pietrzkiewicz k.                                                                         |                                                                                          |
| 1979/1980 | Centralny                                                                                | II                                                                                       | 19.VIII.1979                                                                             | Stal Sanok – ROW Rybnik 0:1 (0:0)                                                        | Śmietana (k.) 64'                                                                        |                                                                                          |
| 1980/1981 | Okręgowy                                                                                 | 1/2 finału                                                                               | ??.?.1980                                                                                | Burza Rogi – Stal Sanok 1:3                                                              |                                                                                          |                                                                                          |
| 1980/1981 | Okręgowy                                                                                 | Finał                                                                                    | 11.VI.1980                                                                               | Karpaty Krosno – Stal Sanok 0:1                                                          |                                                                                          |                                                                                          |
| 1980/1981 | Centralny                                                                                | I (1/64)                                                                                 | 10.VIII.1980                                                                             | Stal Gorzyce – Stal Sanok 1:3 (0:3)                                                      | Grzywacz / Joniec, Krawecki, Pietrzkiewicz                                               |                                                                                          |
| 1980/1981 | Centralny                                                                                | II (1/32)                                                                                | 17.VIII.1980                                                                             | Stal Sanok – Małapanew Ozimek 0:1 d.                                                     | Czerwiński 94'                                                                           |                                                                                          |
| 1981/1982 | Stal Sanok nie awansowała do 1/128 finału na szczeblu centralnym                         | Stal Sanok nie awansowała do 1/128 finału na szczeblu centralnym                         | Stal Sanok nie awansowała do 1/128 finału na szczeblu centralnym                         | Stal Sanok nie awansowała do 1/128 finału na szczeblu centralnym                         | Stal Sanok nie awansowała do 1/128 finału na szczeblu centralnym                         |                                                                                          |
| 1982/1983 | Okręgowy                                                                                 | 1/2 finału                                                                               | ??.?.1982                                                                                | LZS Długie – Stal Sanok 0:3                                                              |                                                                                          |                                                                                          |
| 1982/1983 | Okręgowy                                                                                 | Finał                                                                                    | 26.V.1982                                                                                | Karpaty Krosno – Stal Sanok 1:3                                                          |                                                                                          |                                                                                          |
| 1982/1983 | Centralny                                                                                | I (1/32)                                                                                 | 25.VII.1982                                                                              | Sandecja Nowy Sącz – Stal Sanok 4:1 (2:0)                                                | Krawecki (SS)                                                                            |                                                                                          |
| 1983/1984 | Okręgowy                                                                                 | 1/4 finału                                                                               | ??.?.1983                                                                                | LZS Pielnia – Stal Sanok 2:0                                                             |                                                                                          |                                                                                          |
| 1984/1985 | Okręgowy                                                                                 | ?                                                                                        | ??.?.1984                                                                                | Karpaty II Krosno – Stal Sanok 1:2                                                       |                                                                                          |                                                                                          |
| 1984/1985 | Okręgowy                                                                                 | ?                                                                                        | ??.?.1984                                                                                | Stal Sanok – Burza Rogi 2:0                                                              |                                                                                          |                                                                                          |
| 1984/1985 | Okręgowy                                                                                 | ?                                                                                        | ??.?.1984                                                                                | Czarni Jasło – Stal Sanok 2:1                                                            | Zwycięski gol w 90'                                                                      |                                                                                          |
| 1985/1986 | Okręgowy                                                                                 | 1/2 finału                                                                               | ??.?.1985                                                                                | Start Rymanów – Stal Sanok 0:1                                                           | Andrzej Mazur                                                                            |                                                                                          |
| 1985/1986 | Okręgowy                                                                                 | Finał                                                                                    | 19.VI.1985                                                                               | Karpaty Krosno – Stal Sanok 1:0 (0:0)                                                    | Rumiński 50'                                                                             |                                                                                          |
| 1986/1987 | Okręgowy                                                                                 | Finał                                                                                    | 11.VI.1986                                                                               | Stal II Sanok – Czarni Jasło 0:6                                                         |                                                                                          |                                                                                          |
| 1987/1988 | Brak źródeł o udziale Stali Sanok, która nie dotarła do finału na szczeblu okręgowym     | Brak źródeł o udziale Stali Sanok, która nie dotarła do finału na szczeblu okręgowym     | Brak źródeł o udziale Stali Sanok, która nie dotarła do finału na szczeblu okręgowym     | Brak źródeł o udziale Stali Sanok, która nie dotarła do finału na szczeblu okręgowym     | Brak źródeł o udziale Stali Sanok, która nie dotarła do finału na szczeblu okręgowym     | Brak źródeł o udziale Stali Sanok, która nie dotarła do finału na szczeblu okręgowym     |
| 1988/1989 | Brak źródeł o udziale Stali Sanok, która nie dotarła do finału na szczeblu okręgowym     | Brak źródeł o udziale Stali Sanok, która nie dotarła do finału na szczeblu okręgowym     | Brak źródeł o udziale Stali Sanok, która nie dotarła do finału na szczeblu okręgowym     | Brak źródeł o udziale Stali Sanok, która nie dotarła do finału na szczeblu okręgowym     | Brak źródeł o udziale Stali Sanok, która nie dotarła do finału na szczeblu okręgowym     | Brak źródeł o udziale Stali Sanok, która nie dotarła do finału na szczeblu okręgowym     |
| 1989/1990 | Okręgowy                                                                                 | 1/4 finału                                                                               | ??.??.1989                                                                               | LKS Świerzowa – Stal Sanok 1:6                                                           | Pietruszka (cztery), P. Gołda, Olszanicki                                                |                                                                                          |
| 1989/1990 | Okręgowy                                                                                 | 1/2 finału                                                                               | ??.??.1989                                                                               | Ostoja Kołaczyce – Stal Sanok 1:3                                                        | Pietruszka, Marud, Pelczar                                                               |                                                                                          |
| 1989/1990 | Okręgowy                                                                                 | Finał                                                                                    | 14.VI.1989                                                                               | Karpaty Krosno – Stal Sanok 0:2                                                          | Piotr Gołda (dwa)                                                                        |                                                                                          |
| 1989/1990 | Centralny                                                                                | I (1/32)                                                                                 | 22.VII.1989                                                                              | Świt Krzeszowice – Stal Sanok 1:0 (1:0)                                                  | Ficek                                                                                    |                                                                                          |
| 1990/1991 | Okręgowy                                                                                 | Finał                                                                                    | 06.VI.1990                                                                               | Stal Sanok – Karpaty Krosno 0:0, d. 1:1, k. 5:3                                          |                                                                                          |                                                                                          |
| 1990/1991 | Centralny                                                                                | I (1/128)                                                                                | 25.VII.1990                                                                              | Stal Sanok – Polna Przemyśl 1:0 (0:0)                                                    | Szymon Gołda 51'                                                                         |                                                                                          |
| 1990/1991 | Centralny                                                                                | II (1/64)                                                                                | 01.VIII.1990                                                                             | Stal Sanok – Zelmer Rzeszów 4:1 (1:1)                                                    | Sieradzki 10', Badowicz 52' i 62', Hendzel 70' / Skiba 30'                               |                                                                                          |
| 1990/1991 | Centralny                                                                                | III (1/32)                                                                               | 22.VIII.1990                                                                             | Stal Sanok – Stal Rzeszów 0:1 (0:1)                                                      | Sieradzki k. 32' / Bąk k. 38'                                                            |                                                                                          |
| 1991/1992 | Okręgowy                                                                                 | 1/2 finału                                                                               | ??.??.1991                                                                               | Stal II Sanok – Karpaty Krosno 1:0                                                       |                                                                                          |                                                                                          |
| 1991/1992 | Okręgowy                                                                                 | 1/2 finału                                                                               | ??.??.1991                                                                               | LZS Przysietnica – Stal Sanok 2:3                                                        |                                                                                          |                                                                                          |
| 1991/1992 | Okręgowy                                                                                 | Finał                                                                                    | 05.VI.1991                                                                               | Stal II Sanok – Stal Sanok 1:4 (0:2)                                                     | Pastuszak / Badowicz (dwa), Kawecki, Drozd                                               |                                                                                          |
| 1991/1992 | Centralny                                                                                | I (1/128)                                                                                | 28.VII.1991                                                                              | Spomasz Kańczuga – Stal Sanok 3:1 (2:0)                                                  | Sawa 15', Gil 29', Słysz 60' / Kaszuba (k.) 65'                                          |                                                                                          |
| 1992/1993 | Okręgowy                                                                                 | 1/2 finału                                                                               | 20.V.1992                                                                                | Bartex 91 Ustrzyki Dolne – Stal Sanok 0:2 (0:1)                                          | Ząbkiewicz (w.), Harajda                                                                 |                                                                                          |
| 1992/1993 | Okręgowy                                                                                 | Finał                                                                                    | 03.VI.1992                                                                               | Karpaty Krosno – Stal Sanok 1:1 (1:0), d. 2:2, k. 5:4                                    | Zinicz 4', Tomkiewicz 97' / Sieradzki 60', Skubisz. W pomeczowych karnych: Kaszuba       |                                                                                          |
| 1993/1994 | Okręgowy                                                                                 | Finał                                                                                    | 16.VI.1993                                                                               | LZS Przysietnica – Stal Sanok 0:6                                                        |                                                                                          |                                                                                          |
| 1993/1994 | Centralny                                                                                | I (1/128)                                                                                | ??.??.1993                                                                               | LKS Świniarsko – Stal Sanok 0:2                                                          |                                                                                          |                                                                                          |
| 1993/1994 | Centralny                                                                                | I (1/64)                                                                                 | 25.VIII.1993                                                                             | Stal Sanok – Resovia 2:1 (1:1)                                                           | Badowicz 25' i 85' / Wybraniec 21'                                                       |                                                                                          |
| 1993/1994 | Centralny                                                                                | III (1/32)                                                                               | 15.IX.1993                                                                               | Stal Sanok – Stal Rzeszów 2:1 (1:0)                                                      | Badowicz 43', Pastuszak 80' / Domarski 50'                                               |                                                                                          |
| 1993/1994 | Centralny                                                                                | IV (1/16)                                                                                | 06.X.1993                                                                                | Stal Sanok – Jagiellonia Białystok 0:3 (0:0)                                             | Manelski (g.) 67', Głębocki 77', 85'                                                     |                                                                                          |

| 6 października 1993 | Stal Sanok | 0:3(0:0) | Jagiellonia Białystok Manelski 67', Głębocki 77', 85' | Stadion MOSiR „Wierchy”, Sanok Sędzia: Wojciech Rudy (Katowice) |
|                     | kartki: · Lisowski · Stal: · Zabawski – Ząbkiewicz, Folcik, Skubisz, Miklicz, Gołda, Zięba (od 76. min. Bieleń), Pastuszak, Górnik (od 31 min. Lisowski), Sieradzki, Badowicz. · Trener: Marek Biega |          | kartki: · Ostaszewski · Jagiellonia (skład niepełny): · Dymek, Manelski, Głębocki, Ostaszewski, Citko, Romaniuk, Zb. Szugzda. · Trener: Witold Mroziewski |                                                                 |

Drużyna Stali Sanok była ówczesnym spadkowiczem z III ligi edycji 1992/1993 i zajmowała aktualnie 3 miejsce w klasie R (czwarty poziom rozgrywkowy) Grupie Rzeszowskiej edycji 1993/1994. Drużyna Jagiellonii była ówczesnym spadkowiczem z I ligi edycji 1992/1993 i zajmowała aktualnie 8 miejsce w II lidze Grupie II edycji 1993/1994.

## Lata 1993–2005
| Edycja    | Szczebel                                                                                          | Runda                                                                                             | Data                                                                                              | Rezultat                                                                                          | Gole, kartki, uwagi                                                                                               |                                                                                                   |
| --------- | ------------------------------------------------------------------------------------------------- | ------------------------------------------------------------------------------------------------- | ------------------------------------------------------------------------------------------------- | ------------------------------------------------------------------------------------------------- | --- | ------------------------------------------------------------------------------------------------- |
| 1994/1995 | Brak źródeł o udziale Stali Sanok, która niewątpliwie nie dotarła do finału na szczeblu okręgowym | Brak źródeł o udziale Stali Sanok, która niewątpliwie nie dotarła do finału na szczeblu okręgowym | Brak źródeł o udziale Stali Sanok, która niewątpliwie nie dotarła do finału na szczeblu okręgowym | Brak źródeł o udziale Stali Sanok, która niewątpliwie nie dotarła do finału na szczeblu okręgowym | Brak źródeł o udziale Stali Sanok, która niewątpliwie nie dotarła do finału na szczeblu okręgowym                 | Brak źródeł o udziale Stali Sanok, która niewątpliwie nie dotarła do finału na szczeblu okręgowym |
| 1995/1996 | Wojewódzki (podokręgowy)                                                                          | 1/4 finału                                                                                        | 11.III.1995                                                                                       | Karpaty II Krosno – Stal Sanok 0:2                                                                | |                                                                                                   |
| 1995/1996 | Wojewódzki (podokręgowy)                                                                          | 1/2 finału                                                                                        | 17.V.1995                                                                                         | Nafta Jedlicze – Stal Sanok 2:0 (2:0)                                                             | Michalski, Augustyn                                                                                               |                                                                                                   |
| 1996/1997 | Okręgowy                                                                                          | 1/8 finału                                                                                        | ??.X.1995                                                                                         | Karpaty II Krosno – Stal Sanok 0:4                                                                | |                                                                                                   |
| 1996/1997 | Okręgowy                                                                                          | 1/4 finału                                                                                        | 09.IV.1996                                                                                        | Nafta Jasło – Stal Sanok 1:2 d. (0:0, 1:1)                                                        | Buba 90' / Ząbkiewicz (w.) 57', 101'                                                                              |                                                                                                   |
| 1996/1997 | Okręgowy                                                                                          | 1/2 finału                                                                                        | ??.V.1996                                                                                         | Bieszczady Ustrzyki Dolne – Stal Sanok 0:2                                                        | |                                                                                                   |
| 1996/1997 | Okręgowy                                                                                          | Finał                                                                                             | 19.VI.1996                                                                                        | Nafta Jedlicze – Stal Sanok 0:3 (0:2)                                                             | Sieradzki 15', Kuzicki 23', Zabłotny 75'                                                                          |                                                                                                   |
| 1996/1997 | Centralny                                                                                         | I (1/128)                                                                                         | 24.VII.1996                                                                                       | Polonia Przemyśl – Stal Sanok 2:1 (1:0)                                                           | Paszek 37', Mazur 56' / Sieradzki 53'                                                                             |                                                                                                   |
| 1997/1998 | Okręgowy                                                                                          | 1/4 finału                                                                                        | ??.III.1997                                                                                       | Szarotka Uherce – Stal Sanok 1:5 (1:2)                                                            | 35' / Sieradzki 26', Michnowicz (g.) 30', 68', Ząbkiewicz (k.) 54', Birówka 85'                                   |                                                                                                   |
| 1997/1998 | Okręgowy                                                                                          | 1/2 finału                                                                                        | 21.V.1997                                                                                         | Karpaty Krosno – Stal Sanok 0:1 (0:0)                                                             | Sieradzki (g.) 65'                                                                                                |                                                                                                   |
| 1997/1998 | Okręgowy                                                                                          | Finał                                                                                             | 18.VI.1997                                                                                        | Stal Sanok – Nafta Jasło 4:1 (0:1)                                                                | Sieradzki 51', 64', 84', Birówka 75' / Nowosielski 2'                                                             |                                                                                                   |
| 1997/1998 | Centralny                                                                                         | Runda wstępna                                                                                     | 26.VI.1997                                                                                        | Sandecja Nowy Sącz – Stal Sanok 1:0 (1:0)                                                         | Kraczkiewicz 32'                                                                                                  |                                                                                                   |
| 1998/1999 | Okręgowy                                                                                          | 1/8 finału                                                                                        | X/XI.1997                                                                                         | Galicja Cisna – Stal Sanok 2:5 (0:4)                                                              | |                                                                                                   |
| 1998/1999 | Okręgowy                                                                                          | 1/4 finału (II runda)                                                                             | 22.IV.1998                                                                                        | Brzozovia Brzozów – Stal Sanok 4:2 (2:0)                                                          | Wojtowicz 25', Korab 30' i 79', Orłowski 60' / Kornecki 79', Sieradzki (k.) 90'                                   |                                                                                                   |
| 1999/2000 | Centralny                                                                                         | II runda                                                                                          | 11.VIII.1999                                                                                      | Tłoki Gorzyce – Stal Herb Sanok 4:0 (2:0)                                                         | Kusiak 5', (k.) 10', Karasiński 53', Szmuc 74'                                                                    |                                                                                                   |
| 2000/2001 | Okręgowy                                                                                          | 1/2 finału                                                                                        | ??.V.2000                                                                                         | Brzozovia Brzozów – Stal Herb Sanok 0:1 (0:0)                                                     | Kosiba 68'. Pastuszak (k. ) 78'.                                                                                  |                                                                                                   |
| 2000/2001 | Okręgowy                                                                                          | Finał                                                                                             | 07.VI.2000                                                                                        | Czarni Jasło – Stal Herb Sanok 0:4 (0:1)                                                          | Badowicz 16', (w.) 73, Pastuszak 82', Płoucha (k.) 86'                                                            |                                                                                                   |
| 2000/2001 | Centralny                                                                                         | I runda                                                                                           | 09.VIII.2000                                                                                      | Jedynka Stal Rzeszów – Stal Herb Sanok 3:1 d. (0:1, 1:1)                                          | Tarnolicki (g.) 34'                                                                                               |                                                                                                   |
| 2001/2002 | Okręgowy                                                                                          | I runda                                                                                           | ??.VIII.2000                                                                                      | Sokół Trześniów – Stal II Komunalni Sanok 2:2 k. 2:4 (0:0, 1:1)                                   | Wancienko 62', Hodyr 92'. Sokół (k. ).                                                                            |                                                                                                   |
| 2001/2002 | Okręgowy                                                                                          | II runda                                                                                          | 06.IX.2000                                                                                        | Jabłonica Polska – Stal II Komunalni Sanok 3:4 (2:3)                                              | Wojnarowski 5', Furdak 10', Masło 15', Szczepański 70'                                                            |                                                                                                   |
| 2001/2002 | Okręgowy                                                                                          | III runda                                                                                         | 28.IX.2000                                                                                        | Stal II Komunalni Sanok – Orzeł Bażanówka 1:0 (1:0)                                               | Graboń 45' |                                                                                                   |
| 2001/2002 | Okręgowy                                                                                          | 1/4 finału                                                                                        | 25.X.2000                                                                                         | Stal II Komunalni Sanok – Stal Herb Sanok 1:12 (0:5)                                              | Fal 83' / Badowicz 12', 37', 68', 70', Płoucha 15', 42', 54', 59', Kuzicki 18', Sieradzki 46', 52', Spaliński 80' |                                                                                                   |
| 2001/2002 | Okręgowy                                                                                          | 1/2 finału                                                                                        | ??.III.2001                                                                                       | Stal Herb Sanok – Sanovia Lesko 6:3 (1:0)                                                         | Szerszeń 7', 70', 72', Sieradzki 61', 65', 73' / Dan. Niemczyk 48', Gębuś 67', Wiliński 83'                       |                                                                                                   |
| 2001/2002 | Okręgowy                                                                                          | Finał                                                                                             | ??.V.2001                                                                                         | Rafineria Jasło – Stal Herb Sanok 2:3 (1:1)                                                       | Bobek 41', Walaszczyk 75' / Badowicz (k.) 31', Pilszak 61', Sieradzki 78'                                         |                                                                                                   |
| 2001/2002 | Wojewódzki                                                                                        | 1/2 finału                                                                                        | ??.V.2001                                                                                         | MPK Stal Mielec – Stal Herb Sanok 2:4 d. (1:1, 2:2)                                               | Pilszak 16', Badowicz (g.) 71', 115', Kosiba 110'                                                                 |                                                                                                   |
| 2001/2002 | Wojewódzki                                                                                        | Finał                                                                                             | ??.VI.2001                                                                                        | Siarka Tarnobrzeg – Stal Herb Sanok 2:5 (1:2)                                                     | gol przed 30', k. 87' / Pilszak 30', 35', 76', Szerszeń (g.) 78', Sieradzki 90'                                   |                                                                                                   |
| 2001/2002 | Centralny                                                                                         | I runda                                                                                           | 19.IX.2001                                                                                        | Stal Herb Sanok – Górnik Łęczna 0:1 (0:1)                                                         | Warakomski 24' |                                                                                                   |
| 2002/2003 | Okręgowy                                                                                          | I runda                                                                                           | ??.VIII.2001                                                                                      | Osława Zagórz – Stal II Komunalni Sanok 1:2 (0:1)                                                 | Wancienko 23', Hodyr (k.) 75'                                                                                     |                                                                                                   |
| 2002/2003 | Okręgowy                                                                                          | II runda                                                                                          | ??.IX.2001                                                                                        | Alces Długie – Stal II Komunalni Sanok 2:4 (0:3)                                                  | A. Kwieciński 48', Birek 55' (g. sam.) / Hodyr (k.) 15', Adamski 30', Klimkowski 34', Wancienko 82'               |                                                                                                   |
| 2002/2003 | Okręgowy                                                                                          | II runda                                                                                          | ??.IX.2001                                                                                        | Stal Herb Sanok – Przełom Besko 1:4 (0:2)                                                         | Furdak 78' / Szybka 42', Szałankiewicz 45, 84', 88'                                                               |                                                                                                   |
| 2002/2003 | Okręgowy                                                                                          | III runda                                                                                         | ??.IX.2001                                                                                        | Górnik Strachocina – Stal II Komunalni Sanok 4:1 (2:0)                                            | D. Bieleń 62' |                                                                                                   |
| 2003/2004 | Okręgowy                                                                                          | I runda                                                                                           | ??.VIII.2002                                                                                      | Stal II Komunalni Sanok – Górnik Strachocina 2:5 (0:4)                                            | Siwiński 50', Wancienko 65' / Romerowicz 35', J. Wroniak 38', Wolanin 41', 44', Zańczak 82'                       |                                                                                                   |
| 2003/2004 | Okręgowy                                                                                          | III runda                                                                                         | ??.VIII.2002                                                                                      | Start Rymanów – Stal Herb Sanok 2:3 (1:1)                                                         | Płoucha (g.) 5', Kuzicki 75', Sumara (g.) 80'                                                                     |                                                                                                   |
| 2003/2004 | Okręgowy                                                                                          | IV runda                                                                                          | ??.XI.2002                                                                                        | Górnik Strachocina – Stal Herb Sanok 1:6 (0:0)                                                    | Kaczor 85' / Węgrzyn (g.) 50', (w.) 53', Płoucha 63', Tarnolicki 68', 80', Drozd 87'                              |                                                                                                   |
| 2003/2004 | Okręgowy                                                                                          | V runda (1/2 finału)                                                                              | 14.V.2003                                                                                         | Sanovia Lesko – Stal Herb Sanok 1:3 (1:2)                                                         | Biesiada 15' / Tarnolicki (g.) 29', Kosiba 30', Drozd 80'                                                         |                                                                                                   |
| 2003/2004 | Okręgowy                                                                                          | VI runda (Finał)                                                                                  | 28.V.2003                                                                                         | Stal Herb Sanok – Rafineria Czarni Jasło 1:2 (0:0)                                                | Dan. Niemczyk 47' / Berkowicz 73', Pielech 84'                                                                    |                                                                                                   |
| 2004/2005 | Okręgowy                                                                                          | I runda                                                                                           | 20.VIII.2003                                                                                      | LKS Tarnawa – Stal II Komunalni Sanok 1:6 (0:3)                                                   | R. Chytła 8', Leśniowski 20', Bacior 35', Twardy 50', 60', Kawa 70'                                               |                                                                                                   |
| 2004/2005 | Okręgowy                                                                                          | II runda                                                                                          | 03.IX.2003                                                                                        | Stal II Komunalni Sanok – Sanovia Lesko 1:7 (0:3)                                                 | Szczudlik 70' |                                                                                                   |
| 2004/2005 | Okręgowy                                                                                          | III runda                                                                                         | 17.IX.2003                                                                                        | Orzeł Bażanówka – Stal Herb Sanok 2:3 (1:1)                                                       | Kowalczyk 15', Chrześcijan 47' / Dan. Niemczyk (g.) 43', Drozd 52', Kuzicki 80'                                   |                                                                                                   |
| 2004/2005 | Okręgowy                                                                                          | IV runda                                                                                          | 01.X.2003                                                                                         | Szarotka Nowosielce – Stal Herb Sanok 2:2 k. 4:3 (1:0, 2:2)                                       | Gołda 20', Markowski 48' / Niemczyk (k.) 75', Badowicz (k.) 88'                                                   |                                                                                                   |
| 2005/2006 | Okręgowy                                                                                          | III runda                                                                                         | 08.IX.2004                                                                                        | LKS Izdebki – Stal Herb Sanok 2:4 (1:2)                                                           | Wierdak 25', Jęczkowski 52', Kramarz 65', Nikody (k.) 70'. LKS -                                                  |                                                                                                   |
| 2005/2006 | Okręgowy                                                                                          | 1/4 finału                                                                                        | 13.IV.2005                                                                                        | Brzozovia Brzozów – Stal Herb Sanok 0:2 (0:0)                                                     | Mielniczek 80', Matuszewski 85'                                                                                   |                                                                                                   |
| 2005/2006 | Okręgowy                                                                                          | 1/2 finału                                                                                        | 15.VI.2005                                                                                        | Leśnik Baligród – Stal Herb Sanok 1:4 (0:1)                                                       | Gembuś (lub Graboń) 88' / Nikody 12', Łuczka 58' (d.), 63', 86'                                                   |                                                                                                   |
| 2005/2006 | Okręgowy                                                                                          | Finał                                                                                             | 22.VI.2005                                                                                        | LKS Zgoda Zarszyn – Stal Herb Sanok 0:3 (0:1)                                                     | Dan. Niemczyk 19', Mielniczek 86', 87'                                                                            |                                                                                                   |
| 2005/2006 | Wojewódzki                                                                                        | 1/2 finału                                                                                        | 29.VI.2005                                                                                        | Stal Herb Sanok – Tłoki Gorzyce 1:3 (1:2)                                                         | Mielniczek 40' / Fabianowski 4', Ławryszyn 7', Szafran 81'                                                        |                                                                                                   |

## Lata 2005–2009
| Edycja    | Szczebel   | Runda                 | Data         | Rezultat                                                           | Gole, kartki, uwagi                                                                |
| --------- | ---------- | --------------------- | ------------ | ------------------------------------------------------------------ | ---------------------------------------------------------------------------------- |
| 2006/2007 | Okręgowy   | III runda             | 14.IX.2005   | Iskra Przysietnica – Stal Herb Sanok 1:1 k. 1:3 (0:0, 0:0, d. 1:1) | 118' / Pańko 108'                                                                  |
| 2006/2007 | Okręgowy   | IV runda (1/4 finału) | 10.V.2006    | Sanovia Lesko – Stal Herb Sanok 0:5 (0:3)                          | Nikody 13', 45', Sumara 24' (g.), Tabisz 60', Węgrzyn (w.) 73'                     |
| 2006/2007 | Okręgowy   | V runda (1/2 finału)  | 13.VI.2006   | Galicja Cisna – Stal Herb Sanok 0:2 (0:1)                          | Nikody 37', 49'                                                                    |
| 2006/2007 | Okręgowy   | VI runda (Finał)      | 22.VI.2006   | Przełęcz Trans Bieszczady Dukla – Stal Herb Sanok 1:3 (0:2)        | Barański 62' / Nikody (k.) 5', Kuzicki (g.) 45', Buś (s.) 66'                      |
| 2006/2007 | Wojewódzki | 1/2 finału            | 25.VI.2006   | Stal Herb Sanok – Stal Rzeszów 3:1 d. (0:0, 1:1)                   | Jęczkowski 77', Dam. Niemczyk 94', Pańko 118' / Ogar 53'                           |
| 2006/2007 | Wojewódzki | Finał                 | 28.VI.2006   | Siarka Tarnobrzeg – Stal Herb Sanok 1:4 (1:2)                      | Stąporski 35' / Węgrzyn (k.) 20', Łukacz 22', Dan. Niemczyk 81', Dam. Niemczyk 89' |
| 2006/2007 | Centralny  | I runda, II etap      | 15.VIII.2006 | Stal Herb Sanok – KSZO II Ostrowiec Świętokrzyski 1:0 (1:0)        | Badowicz 17'                                                                       |
| 2006/2007 | Centralny  | II runda              | 23.VIII.2006 | Stal Herb Sanok – Polonia Bytom 2:0 (0:0)                          | Kuzicki 58', Dan. Niemczyk 65'. Badowicz k. 80'                                    |
| 2006/2007 | Centralny  | 1/16 finału           | 20.IX.2006   | Stal Herb Sanok – Legia Warszawa 2:1 (1:0)                         | Badowicz 36', Gryboś 76' / Radović 73'                                             |
| 2006/2007 | Centralny  | 1/8 finału            | 24.X.2006    | Stal Herb Sanok – Arka Gdynia 0:1 d. (0:0, 0:0)                    | Dziedzic 118'                                                                      |

| 20 września 2006 | Stal Herb Sanok Badowicz 36', Gryboś 76' | 2:1(1:0) | Legia Warszawa Radović 73' | Stadion MOSiR „Wierchy”, Sanok Widzów: 3000 Sędzia: Kowal (Bytom) |
|                  | kartki: · Niemczyk, Kuzicki · Stal: · Pietrzkiewicz – Okas, Gawłowicz (od 70 min. Jęczkowski), Łuczka, Sumara – Dan. Niemczyk, Węgrzyn, Kuzicki, Kosiba – Gryboś (od 80 min. Tabisz), Badowicz (od 68 min. Nikody). · Trener: Ryszard Federkiewicz |          | kartki: · Roger · Legia: · Mucha – Bronowicki, Dick, Baldé, Édson – Szałachowski (od 46 min. Radović), Surma, Junior, Kiełbowicz (od 46 min. Roger) – Gottwald (od 46 min. Élton), Włodarczyk. · Trener: Dariusz Wdowczyk |                                                                   |

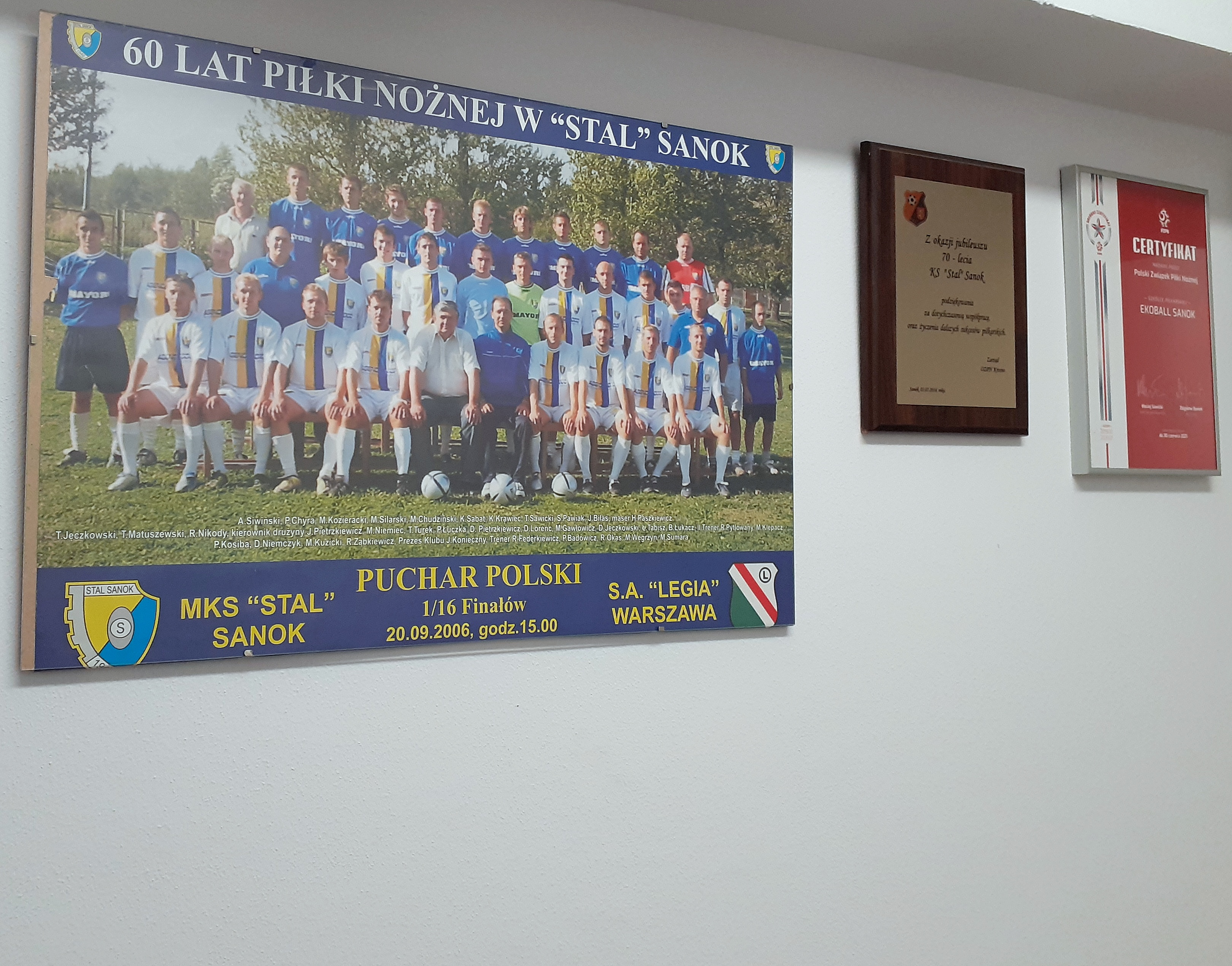
Upamiętnienie meczu z Legią w 2006 na stadionie „Wierchy”

Mecz pucharowy z Legią Warszawa zbiegł się z rokiem jubileuszu 60-lecia istnienia Stali Sanok, której klub poprzedzający został założony w 1946. Był to trzeci w historii udział Stali Sanok w 1/16 finału PP na szczeblu centralnym (w dotychczasowych dwóch uczestnictwach Stal każdorazowo była eliminowana na tym etapie: w 1973 przez Ruch Chorzów, w 1993 przez Jagiellonię Białystok). Przed spotkaniem Stal notowała niekorzystny bilans występów w trwającym sezonie III ligi Grupy IV edycji 2006/2007, w ośmiu meczach odnosząc pięć porażek i uzyskując trzy remisy, w związku z czym przed 20 września 2006 zajmowała ostatnie, 16 miejsce w tabeli. W trwającym sezonie Orange Ekstraklasy edycji 2006/2007 w meczu poprzedzającym spotkanie pucharowe, w dniu 17 września 2006 Legia Warszawa pokonała Wisłę Płock 5:0.
Trener Legii Warszawa Dariusz Wdowczyk zapowiadał przyjazd warszawskiej drużyny do Sanoka w najmocniejszym składzie. Do tej edycji Pucharu Polski Legia była najczęstszym jego triumfatorem (10 razy), przy czym po raz ostatni zwyciężyła w 1997.
Przed spotkaniem dokonano drobnych modernizacji na stadionie Wierchy w Sanoku. Ceny biletów na mecz zostały ustalone na: 10, 15, 20, 25 zł, zaś miejsca przewidziano zarówno na trybunie głównej (po stronie południowej boiska), jak i na trybunach mniejszych za ławkami rezerwowych oraz miejsca przy ogrodzeniu okalającym boisko. Prócz tego przeznaczono 200 biletów dla kibiców Legii, zagwarantowanych w tzw. „klatce” istniejącej na stadionie dla kibiców zespołu gości (ostatecznie na mecz przybyło 70 sympatyków Legii). Początek meczu zaplanowano na godzinę 15:00, zaś wpuszczanie widzów na mecz zapowiedziano od godziny 12:00. Mecz oglądała widownia w liczbie 3000. Wiele osób podczas meczu przyglądało się grze w otoczeniu stadionu. Niektórzy najęli pokoje w przylegającym od strony zachodniej do „Wierchów” hotelu Dom Turysty, dzięki czemu śledzili spotkanie z okien pokojów gościnnych. Były też osoby, które mecz oglądali z dachów okolicznych budynków.
Udział w meczu zapowiedzieli m.in. związani z Podkarpaciem byli piłkarze Grzegorz Lato i Jan Domarski (drugi z nich w przeszłości był szkoleniowcem Stali Sanok). Wśród widzów byli także przedstawiciele Podkarpackiego Związku Piłki Nożnej, a także władz samorządowych. Na meczu obecny był burmistrz Sanoka Wojciech Blecharczyk, który udekorował trenera Legii Warszawa, Darusza Wdowczyka Medalem Grzegorza z Sanoka.

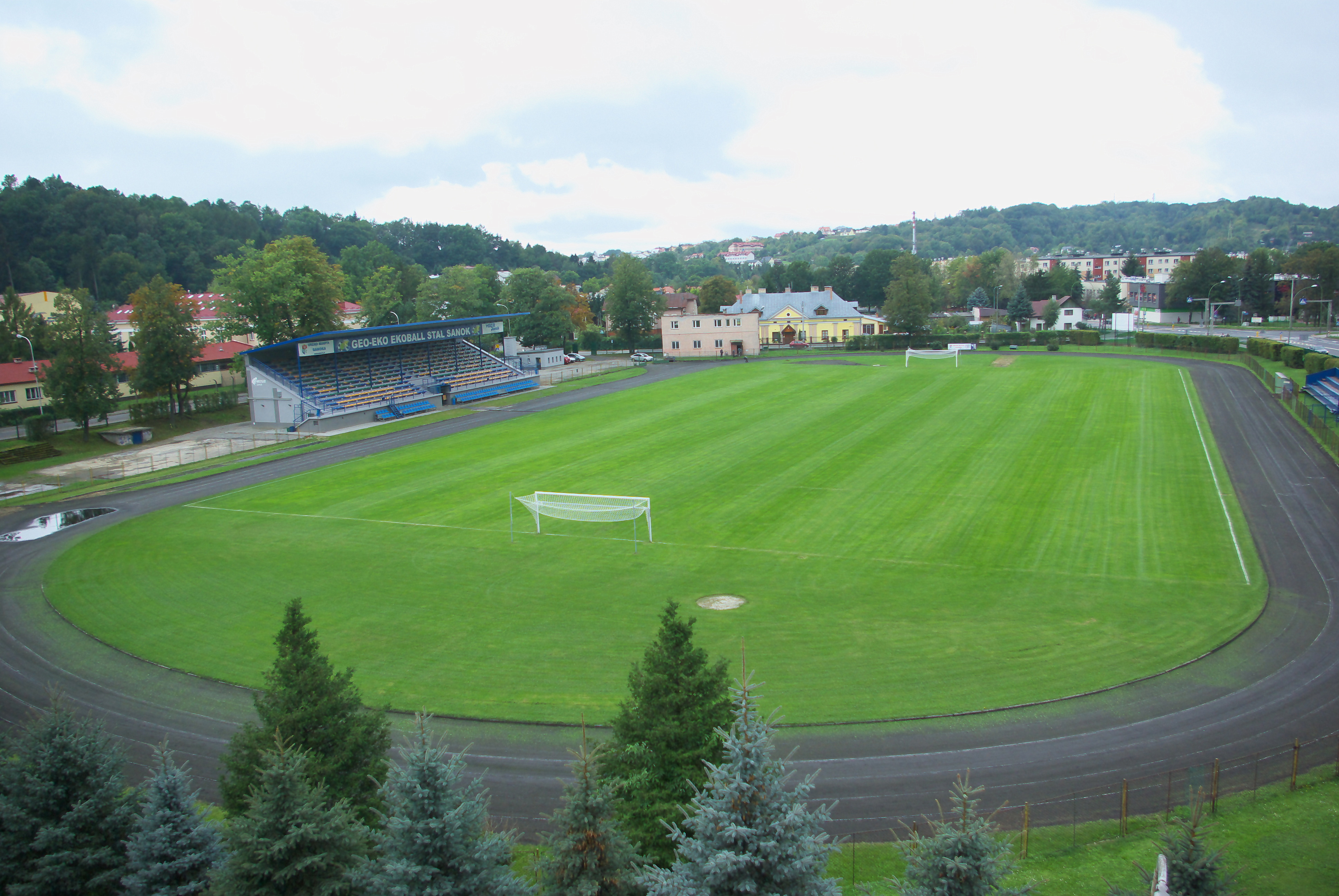
Stadion MOSiR „Wierchy” w Sanoku (2017)

Drużyna Stali Sanok wystąpiła bordowych koszulkach i białych spodenkach. Legia grała w białych koszulkach i czarnych spodenkach. W spotkaniu Stal wygrała 2:1, a bramki zdobyli dla gospodarzy Piotr Badowicz w 36 minucie (po podaniu Macieja Kuzickiego) i Ireneusz Gryboś w 76 minucie (po asyście Daniela Niemczyka), zaś dla gości Miroslav Radović w 73 minucie.
Prezes MKS Stal Sanok Józef Konieczny przyznał po meczu: O takim prezencie na jubileusz 60-lecia klubu nawet nie marzyłem. Po spotkaniu trener Legii Warszawa, Dariusz Wdowczyk stwierdził, iż to wielki wstyd nie potrafić udowodnić swej wyższości nad III-ligową drużyną. Szkoleniowiec gości wyznał także: Moi piłkarze mnie zdradzili.
W kolejnych dniach zwycięstwo Stali Sanok z Legią Warszawa stało się głównym tematem serwisów informacyjnych w ogólnopolskich mediach i zostało okrzyknięte sensacją. W dzienniku prasowym „Fakt” ukazał się artykuł opisujący zawodników sanockiego klubu, którzy grę piłkę łączyli z pracą zawodową (np. Marek Węgrzyn zajmował się koszeniem trawy na stadionie). Do Sanoka napływały gratulacje z całego kraju. Niespodziewana wygrana Stali Sanok nad aktualnym mistrzem Polski została określona mianem cudu nad Sanem, a także nazwana największą sensację w Pucharze Polski ostatnich lat.
| 24 października 2006 | Stal Herb Sanok | 0:1 d.(0:0) | Arka Gdynia Dziedzic 118' | Stadion MOSiR „Wierchy”, Sanok Widzów: 2800 Sędzia: Gil (Lublin) |
|                      | kartki: · Gryboś · Stal: · Pietrzkiewicz – Jęczkowski, Gawłowicz, Łuczka, Łukacz – Dan. Niemczyk (od 98 min. Okas), Węgrzyn, Kuzicki, Kosiba (od 65 min. Nikody) – Gryboś, Badowicz (od 111 min. Pańko). · Trener: Ryszard Federkiewicz |             | kartki: · Sobieraj, Sokołowski · Legia: · Witkowski – Kowalski (od 60 min. Hryszczenko), Sobieraj, Jawny, Sokołowski – Ława, Przytuła, Moskalewicz, Wróblewski (od 78 min. Mazurkiewicz) – Dziedzic, Niciński (od 46 min. Nawrocik). · Trener: Wojciech Stawowy |                                                                  |

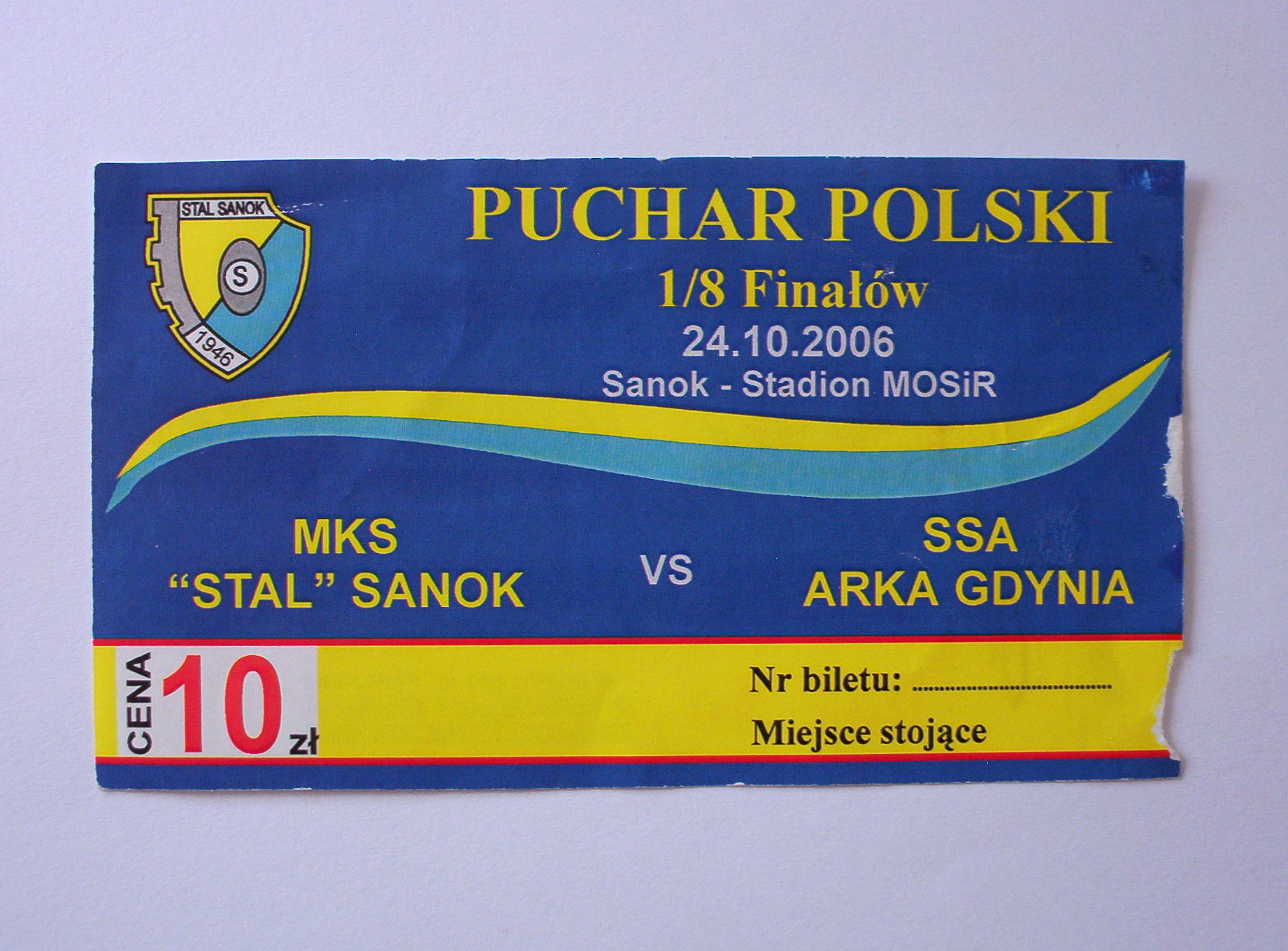
Bilet na mecz PP Stal Sanok – Arka Gdynia (2006)

Trzy dni po triumfie nad Legią Warszawa drużyna Stali Sanok pokonała Wisłokę Dębica w wyjazdowym meczu III ligi, tym samym opuszczając ostatnie miejsce w tabeli rozgrywek. W okresie przed kolejnym spotkaniem pucharowym z Arką Gdynia ekipa Stali Sanok nadal pozostawała w kryzysie na polu rozgrywek III-ligowych; do tego czasu rozegrała kolejne pięć spotkań, z których trzy przegrała, jeden zremisowała, a jeden wygrała
Mecz 1/8 finału Pucharu Polski pomiędzy Stalą Sanok i Arką Gdynia został zaplanowany w Sanoku na wtorek 24 października 2006 o godzinie 13:00. Na spotkanie zostało sprzedanych 2200 biletów, zaś 100 przeznaczono dla kibiców gości (na mecz przybyło 53 sympatyków Arki Gdynia). Mecz oglądało łącznie 2,5 tys. widzów. Mecz zakończył się remisem w regulaminowym czasie, po czym celem rozstrzygnięcia została zarządzona dogrywka, w której na dwie minuty przed jej zakończeniem jedynego gola strzałem z ok. 20 metrów zdobył zawodnik gości, Janusz Dziedzic, zaś niefortunnie interweniował przy tym bramkarz Stali, Dawid Pietrzkiewicz.
Arka Gdynia została wyeliminowana w następnych etapie Pucharu Polski tj. w 1/4 finału. W trwającym wówczas sezonie III ligi 2006/2007 Stal Sanok ostatecznie zajęła 15 miejsce wśród 16 uczestników i została zdegradowana do IV ligi.
| Edycja    | Szczebel   | Runda            | Data         | Rezultat                                                               | Gole |
| --------- | ---------- | ---------------- | ------------ | ---------------------------------------------------------------------- | --- |
| 2007/2008 | Okręgowy   | I runda          | 15.VIII.2006 | Start Rymanów – Stal II Sanok 0:2                                      | |
| 2007/2008 | Okręgowy   | II runda         | 29.VIII.2006 | Stal II Sanok – Sanovia Lesko 1:3                                      | |
| 2007/2008 | Okręgowy   | III runda        | 13.IX.2006   | Stal II Sanok – wolny los                                              | |
| 2007/2008 | Okręgowy   | 1/4 finału       | 27.IX.2006   | Sanovia Lesko – Stal Sanok 1:4                                         | Gryboś (trzy) |
| 2007/2008 | Okręgowy   | 1/2 finału       | 18.IV.2007   | Szarotka Uherce – Stal Sanok 0:2 (0:0)                                 | Borowczyk 77', Gryboś 90' |
| 2007/2008 | Okręgowy   | Finał            | 23.V.2007    | Galicja Cisna – Stal Sanok 0:7 (0:2)                                   | Nikody 2', Łukacz 14', Gryboś 49', 68', 83', 88', Samborski 53'                                                                |
| 2007/2008 | Wojewódzki | 1/2 finału       | 20.VI.2007   | Stal Rzeszów – Stal Sanok 1:2 (0:1)                                    | Jędryas 90' / Węgrzyn (k.) 40', Gryboś 72'                                                                                     |
| 2007/2008 | Wojewódzki | Finał            | 28.VI.2007   | Polonia Przemyśl – Stal Sanok 0:3 (w.)                                 | |
| 2007/2008 | Centralny  | II runda wstępna | 08.VIII.2007 | Stal Sanok – Sandecja II Nowy Sącz 0:1 (0:1)                           | Szufryn (g.) 77' |
| 2008/2009 | Okręgowy   | III runda        | 19.IX.2007   | Przełom Besko – Stal Sanok 2:5 (1:3)                                   | Rymarowicz 43', 50' / Kuzicki 5', Pańko 9', 11', Dam. Niemczyk 89', Nikody 90'                                                 |
| 2008/2009 | Okręgowy   | 1/4 finału       | 09.IV.2008   | Galicja Cisna – Stal Sanok 0:3 (w.)                                    | Galicja Cisna została wycofana z rozgrywek                                                                                     |
| 2008/2009 | Okręgowy   | 1/2 finału       | 23.IV.2008   | Bieszczady Ustrzyki Dolne – Stal Sanok 0:6 (0:1)                       | Niemczyk 18', 79', Nikody 26', (k.) 51', Łuczka 41', Pańko 58'                                                                 |
| 2008/2009 | Okręgowy   | Finał            | 28.V.2008    | Stal Sanok – Czarni Jasło 3:2 (1:1)                                    | Sumara (g.) 38', Węgrzyn 47', Nikody (k.) 53' / Bilski lub Sumara (s.) 12', Czaja 70'                                          |
| 2008/2009 | Wojewódzki | 1/2 finału       | 11.VI.2008   | Orzeł Przeworsk – Stal Sanok 4:4 (1:1, 4:4, d. 4:4, k. 4:5)            | Kocur 45', 52, Jarosz 62', Padiasek 78' / Borowczyk 36', Nikody 71', Pańko 79, Chudziak 84 oraz Rajtar (decydujący rzut karny) |
| 2008/2009 | Wojewódzki | Finał            | 18.VI.2008   | Stal Sanok – Resovia 2:1 (0:1)                                         | Węgrzyn (k.) 72', Kuzicki 83' / Walaszczyk 44'. Oślizło (R) 80'.                                                               |
| 2008/2009 | Wojewódzki | Finał            | 21.VI.2008   | Resovia – Stal Sanok 2:2 (2:1)                                         | Prymula 37', 38' / Pańko 30', Węgrzyn (k.) 72'                                                                                 |
| 2008/2009 | Centralny  | Runda wstępna    | 13.VIII.2008 | Stal Sanok – Unia Tarnów 3:1 (1:0)                                     | Pańko 35', 52', 54' / Konrad Fryś (k.) 67'                                                                                     |
| 2008/2009 | Centralny  | I runda (1/32)   | 27.VIII.2008 | Stal Sanok – Podbeskidzie Bielsko-Biała 2:2 (2:0, 2:2, d. 2:2, k. 5:4) | Kuzicki 1', Pańko 37' / Konieczny 59', Brzezina 83'                                                                            |
| 2008/2009 | Centralny  | II runda (1/16)  | 24.IX.2008   | Stal Sanok – Widzew Łódź 1:0 (1:0)                                     | Borowczyk 43' |
| 2008/2009 | Centralny  | III runda (1/8)  | 29.X.2008    | Stal Sanok – Stal Stalowa Wola 2:0 (0:0)                               | Węgrzyn 55', Borowczyk 72' |
| 2008/2009 | Centralny  | IV runda (1/4)   | 17.III.2009  | Legia Warszawa – Stal Sanok 3:1 (2:0)                                  | Rocki 19', Paluchowski 45', Rzeźniczak 90' / Borowczyk 24'                                                                     |
| 2008/2009 | Centralny  | IV runda (1/4)   | 08.IV.2009   | Stal Sanok – Legia Warszawa 1:1 (0:0)                                  | Kosiba 46' / Rocki 64' |

W sezonie 2007/2008 Stal występowała w IV lidze tj. ówczesnym czwartym poziomie rozgrywkowym (zajęła siódme miejsce na 16 uczestników). Latem 2008 Stal przystąpiła do sezonu 2008/2009 IV ligi, wskutek przeprowadzonej reorganizacji będącej już piątą klasą rozgrywkową.
W lipcu 2008 nowym trenerem został były zawodnik Stali Sanok, Janusz Sieradzki, który na stanowisku zastąpił Macieja Bukłada.
| 27 sierpnia 2008 | Stal Dom-Elbo Sanok Kuzicki 1', Pańko 37'        | 2:2 pd. k. 5:4(2:0, 2:2, 2:2) | Podbeskidzie Bielsko-Biała Konieczny 59', Brzezina 83'       | Stadion MOSiR „Wierchy”, Sanok Widzów: 800 Sędzia: Pskit (Łódź) |
| | kartki: · Łuczka, Borowczyk, Jaracz · Sumara 81' | | kartki: · Górkiewicz, Konieczny, Hirsz, Pater · Chrapek 104' |                                                                 |
| |                                                  | Rzuty karne |                                                              |                                                                 |
| Łuczka · Borowczyk · Dan. Niemczyk · Kruszyński · Nikody · Zajdel · Stal: Bilski – Chudziak, Łuczka, Sumara, Rajtar (od 46' Kruszyński) – Borowczyk, Węgrzyn, Zajdel, Kuzicki (od 81' Jaracz) – Pańko (od 62' Nikody), Dan. Niemczyk. · Trener: Janusz Sieradzki |                                                  | Brzezina · Gorszkow · Pater · Ziajka · Konieczny · Hirsz · Podbeskidzie: Szymański – Górkiewicz, Konieczny, Baranowski, Hirsz – Pater, Koman (od 46' Chrapek), Gorszkow, Sacha (od 79' Gołąb) – Ziajka, Brzezina. · Trener: Marcin Brosz |                                                              |                                                                 |

W trwającym sezonie ligowym Podbeskidzie Bielsko-Biała występowało w rozgrywkach I ligi 2008/2009, które zakończyło na czwartym miejscu.
| 24 września 2008 | Stal Dom-Elbo Sanok Borowczyk 43' | 1:0(1:0) | Widzew Łódź | Stadion MOSiR „Wierchy”, Sanok Widzów: 2500 Sędzia: Chmiel (Warszawa) |
|                  | kartki: · Jaracz, Węgrzyn · Stal: Bilski – Kruszyński (od 57' Chudziak), Jaracz, Łuczka, Sumara – Nikody (od 75' Rajtar), Borowczyk, Węgrzyn, Kuzicki, Zajdel (od 65' Kijowski) – Pańko. · Trener: Janusz Sieradzki |          | kartki: · Broź · Widzew: Fabiniak – Broź, Ukah, Stawarczyk, Jarmuż – Bednár (od 46' Panka), Kursa (od 46' Oziębała), Juszkiewicz, Budka – Mierzejewski (od 71' Robak), Napoleoni. · Trener: Waldemar Fornalik |                                                                       |

W trwającym sezonie ligowym Widzew Łódź występował w rozgrywkach I ligi 2008/2009, które zakończył na pierwszym miejscu.
| 29 października 2008 | Stal Dom-Elbo Sanok Węgrzyn 55', Borowczyk 72' | 2:0(0:0) | Stal Stalowa Wola | Stadion MOSiR „Wierchy”, Sanok Widzów: 1700 Sędzia: Paterek (Lublin) |
|                      | kartki: · Rajtar, Węgrzyn · Stal Sanok: Bilski – Łuczka, Sumara, Kruszyński, Jaracz – Borowczyk, Węgrzyn (od 80' Lorenc), Kuzicki, Chudziak (od 57' Rajtar) – Nikody (od 62' Dan. Niemczyk), Pańko. · Trener: Janusz Sieradzki |          | kartki: · Piszczek · Stal Stalowa Wola: Wietecha – Wieprzęć, Piszczek, Bartkowiak, Sałek – Walat, Krawiec, Uwakwe (od 46' Szlęzak), Trela – Salami, Adamczyk (od 78' Gilar). · Trener: Władysław Łach |                                                                      |

W trwającym sezonie ligowym Stal Stalowa Wola występowała w rozgrywkach I ligi 2008/2009, które zakończyła na 12 miejscu.
| 17 marca 2009 | Legia Warszawa Rocki 19', Paluchowski 45', Rzeźniczak 90' | 3:1(2:1) | Stal Dom-Elbo Sanok 24' Borowczyk | Stadion Wojska Polskiego, Warszawa Widzów: 1500 Sędzia: Krztoń (Olsztyn) |
|               | kartki: · Descarga, Koziara · Legia: Skaba – Descarga, Kumbew (od 46' Rzeźniczak), Choto, Kiełbowicz – Borysiuk (od 46' Koziara), Jarzębowski, Majkowski (od 79' Giza), Ostrowski – Paluchowski, Rocki. · Trener: Jan Urban |          | kartki: · Borowczyk, Nikody · Stal: Pietrzkiewicz – Szałankiewicz, Sumara, Łuczka, Nikody (od 74' Rajtar) – Borowczyk (od 86' Kijowski), Węgrzyn, Kuzicki, Kosiba – Dan. Niemczyk, Spaliński (od 61' Pańko). · Trener: Janusz Sieradzki |                                                                          |

Na pierwsze, wyjazdowe, spotkanie dwumeczu z Legią Warszawa ekipa Stali Sanok udała się dzień wcześniej, po czym odbyła trening podwarszawskim Piasecznie.
| 8 kwietnia 2009 | Stal Dom-Elbo Sanok Kosiba 46' | 1:1(0:0) | Legia Warszawa 64' Rocki | Stadion MOSiR „Wierchy”, Sanok Widzów: 3000 Sędzia: Jarzębak (Bytom) |
|                 | kartki: · Jaracz, Kosiba, Kuzicki, Sumara, Węgrzyn · Stal: Pietrzkiewicz – Szałankiewicz (od 61' Chudziak), Sumara, Jaracz, Nikody (od 66' Kruszyński) – Borowczyk, Węgrzyn, Kuzicki, Kosiba – Dan. Niemczyk, Spaliński (od 59' Pańko). · Trener: Janusz Sieradzki |          | kartki: · Rocki · Legia: Skaba – Descarga, Astiz, Choto, Kiełbowicz – Radović (od 63' Mikołajczak), Borysiuk (od 84' Koziara), Jarzębowski, Ostrowski – Paluchowski (od 72' Majkowski), Rocki. · Trener: Jan Urban |                                                                      |

W ówczesnym stanie Legia Warszawa była aktualnym obrońcą Pucharu Polski, zdobytego w edycji 2007/2008. W edycji 2008/2009, po pokonaniu Stali Sanok, została wyeliminowana w półfinale. W rywalizacji ligowej, zarówno w sezonie minionym 2007/2008, jak i trwającym 2008/2009 Legia Warszawa zajmowała drugie miejsce, zdobywając srebrny medal mistrzostw Polski.

## Lata 2008–2020
| Edycja    | Szczebel                                                 | Runda                                                    | Data                                                     | Rezultat                                                                    | Gole |                                                          |
| --------- | -------------------------------------------------------- | -------------------------------------------------------- | -------------------------------------------------------- | --------------------------------------------------------------------------- | --- | -------------------------------------------------------- |
| 2009/2010 | Okręgowy                                                 | III runda                                                | 01.10.2008                                               | Partyzant Targowiska – Stal Dom-Elbo Sanok 2:4 (0:3)                        | Ginalski 48', Szajna 52' / Nikody 17', Borowczyk (k.) 27', 45', Kuzicki 65'                                                               |                                                          |
| 2009/2010 | Okręgowy                                                 | 1/4 finału                                               | 15.10.2008                                               | Bieszczady Ustrzyki Dolne – Stal Dom-Elbo Sanok 2:1 (2:1)                   | Bugaj 15', Ożóg 27' / Pańko 8' |                                                          |
| 2010/2011 | Okręgowy                                                 | 1/4 finału                                               | 09.06.2010                                               | Rafineria Czarni II Jasło – Stal Dom-Elbo Sanok 0:3 (0:1)                   | Pańko 9', 53', Chudziak lub Czenczek 89'                                                                                                  |                                                          |
| 2010/2011 | Okręgowy                                                 | 1/2 finału                                               | 16.06.2010                                               | Rafineria Czarni Jasło – Stal Dom-Elbo Sanok 0:2 (0:1)                      | Zajdel 43', Kowalski 67' |                                                          |
| 2010/2011 | Okręgowy                                                 | Finał                                                    | 26.06.2010                                               | Karpaty Krosno – Stal Dom-Elbo Sanok 1:3 (1:0)                              | Drąg 41' / Nikody (g.) 52', 70', 80' |                                                          |
| 2010/2011 | Wojewódzki                                               | 1/2 finału                                               | 03.07.2010                                               | KS CCC Dąbrówki – Stal Dom-Elbo Sanok 0:3 (0:1)                             | Sobolak 27', Kuzicki (k.) 64', Tabisz 85'                                                                                                 |                                                          |
| 2010/2011 | Wojewódzki                                               | Finał                                                    | 07.07.2010                                               | Unia Nowa Sarzyna – Stal Dom-Elbo Sanok 0:1 (0:0)                           | Nikody (k.) 77'. Wtorek, Bartnik (U) |                                                          |
| 2010/2011 | Centralny                                                | Runda przedwstępna                                       | 21.07.2010                                               | Stal Dom-Elbo Sanok – Hetman Zamość 3:0 (w.)                                | |                                                          |
| 2010/2011 | Centralny                                                | Runda wstępna                                            | 04.08.2010                                               | Helena Nowy Sącz – Stal Dom-Elbo Sanok 1:8 (0:4)                            | Fritz 54' / Pańko 15', 45', 57', Nikody 28', 71', 75', Tabisz 42', Czenczek 88'                                                           |                                                          |
| 2010/2011 | Centralny                                                | I runda (1/32)                                           | 25.08.2010                                               | Stal Dom-Elbo Sanok – Dolcan Ząbki 0:3 (0:0)                                | Gawęcki 64', Stańczyk 77', Kubicki 90' |                                                          |
| 2011/2012 | Okręgowy                                                 | 1/4 finału                                               | 20.10.2010                                               | Start Rymanów – Stal Dom-Elbo Sanok 0:13 (0:4)                              | Dam. Niemczyk 16', Węgrzyn 20', Kosiba 38', Kruszyński 43', Pańko 47', 52', 75', 77', 88', Łuczka 53', Kuzio 73' Sumara 83', Czenczek 85' |                                                          |
| 2011/2012 | Okręgowy                                                 | 1/2 finału                                               | 06.04.2011                                               | Karpaty Krosno – Stal Dom-Elbo Sanok 1:3 (0:2)                              | Szymański 75' / Pańko 5', Nikody 12', Tabisz 59'                                                                                          |                                                          |
| 2011/2012 | Okręgowy                                                 | Finał                                                    | 03.05.2011                                               | Stal Dom-Elbo Sanok – Partyzant Targowiska 2:1 (0:0)                        | Tabisz (g.) 70', Pańko 84' / Kozub 76' |                                                          |
| 2011/2012 | Wojewódzki                                               | 1/2 finału                                               | 01.06.2011                                               | Wisłoka Dębica – Stal Dom-Elbo Sanok 0:4 (0:2)                              | Dan. Niemczyk (g.) 32', (g.) 43', Łuczka (g.) 66', Kuzio 77'                                                                              |                                                          |
| 2011/2012 | Wojewódzki                                               | Finał                                                    | 15.06.2011                                               | LZS Kantor Turbia – Stal Dom-Elbo Sanok 3:0 (0:0)                           | Kobylarz 55', Kapica 70', Serafin 82' |                                                          |
| 2011/2012 | Wojewódzki                                               | Finał                                                    | 29.06.2011                                               | Stal Dom-Elbo Sanok – LZS Kantor Turbia 4:1 (1:1)                           | Pańko 45', 53', 85', Dan. Niemczyk 87' / Słowik (g.) 42'. Nikody (S) k. 18'. Kobylarz (T) 75'                                             |                                                          |
| 2012/2013 | Okręgowy                                                 | 1/4 finału                                               | 19.10.2011                                               | Liwocz Brzyska – Stal Instal-Bud Sanok 0:8 (0:4)                            | Dan. Niemczyk 28', 44', Pańko 29', Kuzicki 33', Kuzio 57', Zdunek 59', 65', Węgrzyn 81'                                                   |                                                          |
| 2012/2013 | Okręgowy                                                 | 1/2 finału                                               | 18.04.2012                                               | Karpaty Krosno – Stal Instal-Bud Sanok 0:1 (0:0)                            | Dan. Niemczyk (g.) 49' |                                                          |
| 2012/2013 | Okręgowy                                                 | Finał                                                    | 08.05.2012                                               | Partyzant Targowiska – Stal Instal-Bud Sanok 0:1 (0:0)                      | Ząbkiewicz 57'. Krzanowski (S), Mroczka 88'.                                                                                              |                                                          |
| 2012/2013 | Wojewódzki                                               | 1/2 finału                                               | 24.05.2012                                               | Pogoń Leżajsk – Stal Instal-Bud Sanok 0:2 (0:1)                             | S. Kurowski 38', 66' |                                                          |
| 2012/2013 | Wojewódzki                                               | Finał                                                    | 20.06.2012                                               | Piast Tuczempy – Stal Instal-Bud Sanok 1:0 (1:0)                            | Czub 41' |                                                          |
| 2012/2013 | Wojewódzki                                               | Finał                                                    | 23.06.2012                                               | Stal Instal-Bud Sanok – Piast Tuczempy 1:2 (1:1)                            | Łuczka 27' / Iwański 3', 82' |                                                          |
| 2013/2014 | Okręgowy                                                 | II runda                                                 | 05.09.2012                                               | Górnik Strachocina – Stal II Sanok 3:0 w.                                   | Stal II nie przystąpiła do rozgrywek |                                                          |
| 2013/2014 | Okręgowy                                                 | III runda                                                | 19.09.2012                                               | Przełom Besko – Stal Instal-Bud Sanok 0:3 (0:0)                             | Ząbkiewicz 47', B. Sieradzki 82', Faka (g.) 87'                                                                                           |                                                          |
| 2013/2014 | Okręgowy                                                 | 1/4 finału                                               | 17.04.2013                                               | Cosmos Nowotaniec – Stal Instal-Bud Sanok 0:2 (0:0)                         | Łuczka (g.) 69', Ząbkiewicz (g.) 78' |                                                          |
| 2013/2014 | Okręgowy                                                 | 1/2 finału                                               | 24.04.2013                                               | Stal Instal-Bud Sanok – Karpaty Krosno 2:0 (1:0)                            | Sobolak (g.) 40', Steliga 66' |                                                          |
| 2013/2014 | Okręgowy                                                 | Finał                                                    | 14.05.2013                                               | Stal Instal-Bud Sanok – Czarni 1910 II Jasło 1:0 (1:0)                      | Łuczka (g.) 36' |                                                          |
| 2013/2014 | Wojewódzki                                               | 1/2 finału                                               | 05.06.2013                                               | Igloopol Dębica – Stal Instal-Bud Sanok 0:1 (0:0)                           | Szałamaj 89' |                                                          |
| 2013/2014 | Wojewódzki                                               | Finał                                                    | 13.06.2013                                               | Stal Instal-Bud Sanok – Polonia Przemyśl 3:1 (3:0)                          | Tabisz 3', Faka 9', Sobolak 45' / Sedlaczek (g.) 76'                                                                                      |                                                          |
| 2013/2014 | Wojewódzki                                               | Finał                                                    | 26.06.2013                                               | Polonia Przemyśl – Stal Instal-Bud Sanok 0:1 (0:0)                          | Szałamaj 46' |                                                          |
| 2013/2014 | Centralny                                                | Runda przedwstępna                                       | 13.07.2013                                               | Stal Instal-Bud Sanok – Puszcza Niepołomice 1:1 k. 0:2 (1:1, 1:1, d. 1:1)   | Łuczka (k.) 6' / Kałat 19' |                                                          |
| 2014/2015 | Okręgowy                                                 | III runda                                                | 11.09.2013                                               | Grabowianka Grabówka – Stal Sanok 1:2 (0:1)                                 | Łukaszewski (w.) 55' / Ząbkiewicz (g.) 30', Jaklik (g.) 80'                                                                               |                                                          |
| 2014/2015 | Okręgowy                                                 | 1/4 finału                                               | 25.09.2013                                               | Partyzant Targowiska – Stal Sanok 1:5 (1:2)                                 | Zych / Sobolak (trzy, trzeci g.), Kokoć, Lorenc                                                                                           |                                                          |
| 2014/2015 | Okręgowy                                                 | 1/2 finału                                               | 23.04.2014                                               | Cosmos Nowotaniec – Stal Sanok 2:0 (1:0)                                    | Laskowski (k.) 45', Kuzicki (g.) 59' |                                                          |
| 2015/2016 | Stal Sanok nie uczestniczyła w tej edycji Pucharu Polski | Stal Sanok nie uczestniczyła w tej edycji Pucharu Polski | Stal Sanok nie uczestniczyła w tej edycji Pucharu Polski | Stal Sanok nie uczestniczyła w tej edycji Pucharu Polski                    | Stal Sanok nie uczestniczyła w tej edycji Pucharu Polski                                                                                  | Stal Sanok nie uczestniczyła w tej edycji Pucharu Polski |
| 2016/2017 | Okręgowy                                                 | II runda                                                 | 27.08.2015                                               | Geo-Eko Ekoball Stal Sanok – ULKS Grabowianka Grabówka 1:2 (0:2)            | Kot 64' / Adamski 20', Sołkowicz 34' |                                                          |
| 2017/2018 | Okręgowy                                                 | II runda                                                 | 24.08.2016                                               | Jawornik Czarna – Geo-Eko Ekoball Stal Sanok 0:1 (0:0)                      | Kuzio (g.) 74' |                                                          |
| 2017/2018 | Okręgowy                                                 | III runda                                                | 07.09.2016                                               | Geo-Eko Ekoball Stal Sanok – Przełom Besko 1:0 (1:0)                        | Kuzio 20' |                                                          |
| 2017/2018 | Okręgowy                                                 | 1/4 finału                                               | 21.09.2016                                               | Geo-Eko Ekoball Stal Sanok – LKS Pisarowce 0:1                              | Adamiak (k.) 15'. Romerowicz (S) 90+' |                                                          |
| 2018/2019 | Okręgowy                                                 | I runda                                                  | 16.08.2017                                               | Osława Zagórz – Geo-Eko Ekoball Stal Sanok 1:7 (0:5)                        | ? (g., na 1:5) / Sieradzki (cztery, wszystkie w I poł.), Borek (g., I poł.), Kam. Adamiak, Jaklik                                         |                                                          |
| 2018/2019 | Okręgowy                                                 | II runda (1/8 finału)                                    | 13.09.2017                                               | LKS Gimball Tarnawa Dolna – Geo-Eko Ekoball Stal Sanok 0:1 (0:0)            | Kaczmarski (w.) 60' |                                                          |
| 2018/2019 | Okręgowy                                                 | III runda (1/4 finału)                                   | 20.09.2017                                               | Szarotka Nowosielce – Geo-Eko Ekoball Stal Sanok 1:3 (1:2)                  | Siwik (w.) 6' / Sieradzki (g.) 20', Ząbkiewicz 35', Borek 50'                                                                             |                                                          |
| 2018/2019 | Okręgowy                                                 | 1/2 finału                                               | 11.04.2018                                               | Geo-Eko Ekoball Stal Sanok – Karpaty Krosno 0:2 (0:0)                       | Fundakowski (k.) 88', Cempa 90'. Florek (S) 90'                                                                                           |                                                          |
| 2019/2020 | Okręgowy                                                 | I runda                                                  | 05.09.2018                                               | Szarotka Nowosielce – Geo-Eko Wiki Ekoball Stal Sanok 0:2 d. (0:0)          | Kaczmarski (k.) 97', Domaradzki 105'. Krzanowski (k. przed 90'), Kaczmarski (k. przy stanie 0:2)                                          |                                                          |
| 2019/2020 | Okręgowy                                                 | II runda (1/8 finału)                                    | 19.09.2018                                               | Bieszczady Ustrzyki Dolne – Geo-Eko Wiki Ekoball Stal Sanok 0:3 (0:2)       | Domaradzki 40', Dam. Niemczyk 42', Sobolak (g.) 87'                                                                                       |                                                          |
| 2019/2020 | Okręgowy                                                 | III runda (1/4 finału)                                   | 03.10.2018                                               | Sanovia Lesko – Geo-Eko Wiki Ekoball Stal Sanok 0:3 w.                      | Sanovia wycofała się z rozgrywek |                                                          |
| 2019/2020 | Okręgowy                                                 | 1/2 finału                                               | 10.04.2019                                               | Iskra Przysietnica – Geo-Eko Ekoball Stal Sanok 1:3 (0:2)                   | 75' / Kar. Adamiak (k.) 27', Pielech 43', Sobolak 63'. Lusiusz (S) przed 45'                                                              |                                                          |
| 2019/2020 | Okręgowy                                                 | Finał                                                    | 08.05.2019                                               | Przełęcz Dukla – Geo-Eko Ekoball Stal Sanok 1:2 d. (1:0, 1:1)               | Korzec 24' / Sobolak (g.) 72', Kuzio 111'                                                                                                 |                                                          |
| 2019/2020 | Wojewódzki                                               | 1/2 finału                                               | 22.05.2019                                               | Sokół Sokolniki – Geo-Eko Ekoball Stal Sanok 3:3 (1:0, 2:2, d. 1:1, k. 6:5) | Fietko 41', Surdy 75', Muniak (w.) 119' / Kar. Adamiak (g.) 65', S. Słysz 80', Sieradzki 109'                                             |                                                          |
| 2020/2021 | Okręgowy                                                 | I runda (1/16 finału)                                    | 05.09.2019                                               | Osława Zagórz – Geo-Eko Ekoball Stal Sanok 1:6 (0:4)                        | Wróbel 59' / Sobolak (k.) 8', Dam. Niemczyk 25', sam. 31', Kam. Adamiak 41', Kuzio 57', Kar. Adamiak (k.) 73'                             |                                                          |
| 2020/2021 | Okręgowy                                                 | II runda (1/8 finału)                                    | 11.09.2019                                               | Bieszczady Ustrzyki Dolne – Geo-Eko Ekoball Stal Sanok 0:2 (0:1)            | Sobolak 32', Ząbkiewicz 90' |                                                          |
| 2020/2021 | Okręgowy                                                 | III runda (1/4 finału)                                   | 25.09.2019                                               | Start Rymanów – Geo-Eko Ekoball Stal Sanok 0:2 (0:1)                        | Dam. Niemczyk 1', Karol Adamiak (k.) 90'                                                                                                  |                                                          |
| 2020/2021 | Okręgowy                                                 | IV runda (1/2 finału)                                    | 11.07.2020                                               | Cosmos Nowotaniec – Geo-Eko Ekoball Stal Sanok 1:3 (0:0)                    | Spaliński 40' (k.) / Dam. Niemczyk 47', Baran 55', Kam. Adamiak 56'                                                                       |                                                          |
| 2020/2021 | Okręgowy                                                 | V runda (Finał)                                          | 19.07.2020                                               | Geo-Eko Ekoball Stal Sanok – Karpaty Krosno 0:3 (0:2)                       | Czelny 11', Knap (k.) 28', Król 72' |                                                          |

## Lata 2020–
| Edycja    | Szczebel | Runda                  | Data       | Rezultat                                                            | Gole |
| --------- | -------- | ---------------------- | ---------- | ------------------------------------------------------------------- | --- |
| 2021/2022 | Okręgowy | II runda (1/8 finału)  | 02.09.2020 | Osława Zagórz – Geo-Eko Ekoball Stal Sanok 0:7 (0:2)                | Mindur (s.) lub Jakubowski 17', Pielech 36', Słysz 48', Kaczmarski 57', Kam. Adamiak 60', Dam. Niemczyk 67', 88' |
| 2021/2022 | Okręgowy | III runda (1/4 finału) | 23.09.2020 | Bieszczady Ustrzyki Dolne – Geo-Eko Ekoball Stal Sanok 0:2 (0:1)    | Sobolak 25', Dam. Niemczyk 78'                                                                                   |
| 2021/2022 | Okręgowy | IV runda (1/2 finału)  | 21.04.2021 | Karpaty Krosno – Geo-Eko Ekoball Stal Sanok 1:0 d. (0:0, 0:0)       | Sikorski 115' / Słysz . Mecz bez udziału publiczności                                                            |
| 2022/2023 | Okręgowy | I runda (1/16 finału)  | 08.08.2021 | Lotnik Ustjanowa – Geo-Eko Ekoball Stal Sanok 0:5 (0:2)             | Lorenc 13' (w.), 33' (w.), Kam. Adamiak 62', Sobolak 65' (k.), Błażowski 81'                                     |
| 2022/2023 | Okręgowy | II runda (1/8 finału)  | 25.08.2021 | Geo-Eko Ekoball Stal Sanok – MKS Arłamów Ustrzyki Dolne 3:0 (0:1)   | Słysz, Kalemba, Dam. Niemczyk 78'                                                                                |
| 2022/2023 | Okręgowy | III runda (1/4 finału) | 22.09.2021 | Wiki Sanok – Geo-Eko Ekoball Stal Sanok 1:3 (1:1)                   | Kozlov 45' / Tabisz 30', Dam. Niemczyk 50', 63'. Słysz 43'. Dam. Niemczyk k. 80'.                                |
| 2022/2023 | Okręgowy | IV runda (1/2 finału)  | 27.IV.2022 | Beskid Posada Górna – Geo-Eko Ekoball Stal Sanok 2:4 (1:2)          | Kasperkowicz 23', 60' / Truchan 27', 34', Kam. Adamiak 49', Błażowski 87'                                        |
| 2022/2023 | Okręgowy | V runda (finał)        | 18.V.2022  | Geo-Eko Ekoball Stal Sanok – Karpaty Krosno 0:1 (0:0)               | Gawle 60' |
| 2023/2024 | Okręgowy | I runda (1/16 finału)  | 07.08.2022 | Sokół Domaradz – Geo-Eko Ekoball Stal Sanok 0:7 (0:3)               | Czyrny 30', 37', Gawlewicz 35, 83, Zagórda 50', Słysz 62', Padiasek (k.) 80',                                    |
| 2023/2024 | Okręgowy | II runda (1/8 finału)  | 31.08.2022 | Geo-Eko Ekoball Stal Sanok – Przełom Besko 3:0 (w.)                 | |
| 2023/2024 | Okręgowy | III runda (1/4 finału) | 14.09.2022 | Start Rymanów – Geo-Eko Ekoball Stal Sanok 3:1 (0:1)                | Nikody 60', Macnar 69', Litarowicz 87' / Domaradzki 8'                                                           |
| 2024/2025 | Okręgowy | II runda (1/8 finału)  | 13.09.2023 | Sokół Domaradz – Geo-Eko Ekoball Stal Sanok 0:6 (0:3)               | Gierczak 6', Czyrny 9', 42', 80', Maślany 50', S. Słysz 68'                                                      |
| 2024/2025 | Okręgowy | III runda (1/4 finału) | 10.10.2023 | Górnik Grabownica Starzeńska – Geo-Eko Ekoball Stal Sanok 0:5 (0:2) | Płocica 23', Kogut 31', Domaradzki 47', Zagórda 49', Padiasek 81'                                                |
| 2024/2025 | Okręgowy | IV runda (1/2 finału)  | 10.04.2024 | Cosmos Nowotaniec – Geo-Eko Ekoball Stal Sanok 0:0 k. 3:4           | |
| 2024/2025 | Okręgowy | V runda (finał)        | 07.05.2024 | Geo-Eko Ekoball Stal Sanok – Karpaty Krosno 2:3 (0:2)               | Gierczak 55', 82' / Geci 3', Demjanenko 6', Djoulou 74'                                                          |
| 2025/2026 | Okręgowy | III runda (1/4 finału) | 18.09.2024 | Ekoball Stal Sanok – Cosmos Nowotaniec 0:1 (0:0)                    | Perea España 69'                                                                                                 |